# Aeropuerto de Melilla
El aeropuerto de Melilla (IATA: MLN, OACI: GEML) es un aeropuerto español público perteneciente a la red de Aena que se encuentra ubicado  a solo 3 kilómetros del centro de la ciudad de Melilla (España). Actualmente ocupa el vigesimonoveno puesto a nivel estatal en cuanto a número de pasajeros se refiere. Tiene capacidad para mover hasta 500.000 pasajeros y la media anual de pasajeros ronda los 490.000. En 2024 alcanzó los 507.957 pasajeros. Actualmente, sólo una aerolínea, Iberia Regional/Air Nostrum, opera vuelos comerciales de pasajeros desde el aeropuerto a once ciudades españolas: Almería, Asturias Barcelona, Granada, Gran Canaria, Madrid, Málaga, Palma de Mallorca, Santiago de Compostela, Sevilla y Tenerife Norte.
España y Marruecos son firmantes del Convenio de Chicago de 1944 en el cual se establecen las Libertades del aire, que son una serie de derechos relativos a la aviación comercial que garantizan a las aerolíneas de un Estado entrar en el espacio aéreo de otro Estado. La primera libertad es el derecho de sobrevolar el territorio de otro estado. Los aviones deben realizar difíciles maniobras durante los despegues y aterrizajes para evitar adentrarse en espacio aéreo marroquí. Aun así, no hay motivo de preocupación pues hasta ahora no ha habido problemas relacionados con eso. 

## Horario
El horario de operaciones aéreas está comprendido entre las 7.15 y las 22.15 horas durante todo el año.

## Clima
El clima de Melilla es un clima mediterráneo de tipo Csa de acuerdo a la clasificación climática de Köppen, si bien en el periodo 1981-2010 está cerca del límite entre los climas semiáridos y no semiáridos. Se trata de un clima templado, con vientos de poniente y levante, también ocasionalmente viento del Sáhara. La temperatura media anual ronda los 19 °C. Los inviernos son suaves con una media algo por encima de los 13 °C en enero y los veranos son cálidos con una media en el mes de agosto de unos 26 °C. En agosto, el mes más caluroso del verano, las máximas medias quedan algo por debajo de los 30 °C, pero las mínimas son superiores a los 22 °C. La precipitación anual se sitúa ligeramente por debajo de los 400 mm. Las lluvias más intensas se concentran en los meses de invierno, primavera y otoño, mientras que el verano es una estación muy seca, con una media en julio que apenas roza la cifra de 1 mm de precipitación. Las horas de sol anuales son muy elevadas, unas 2600 horas.

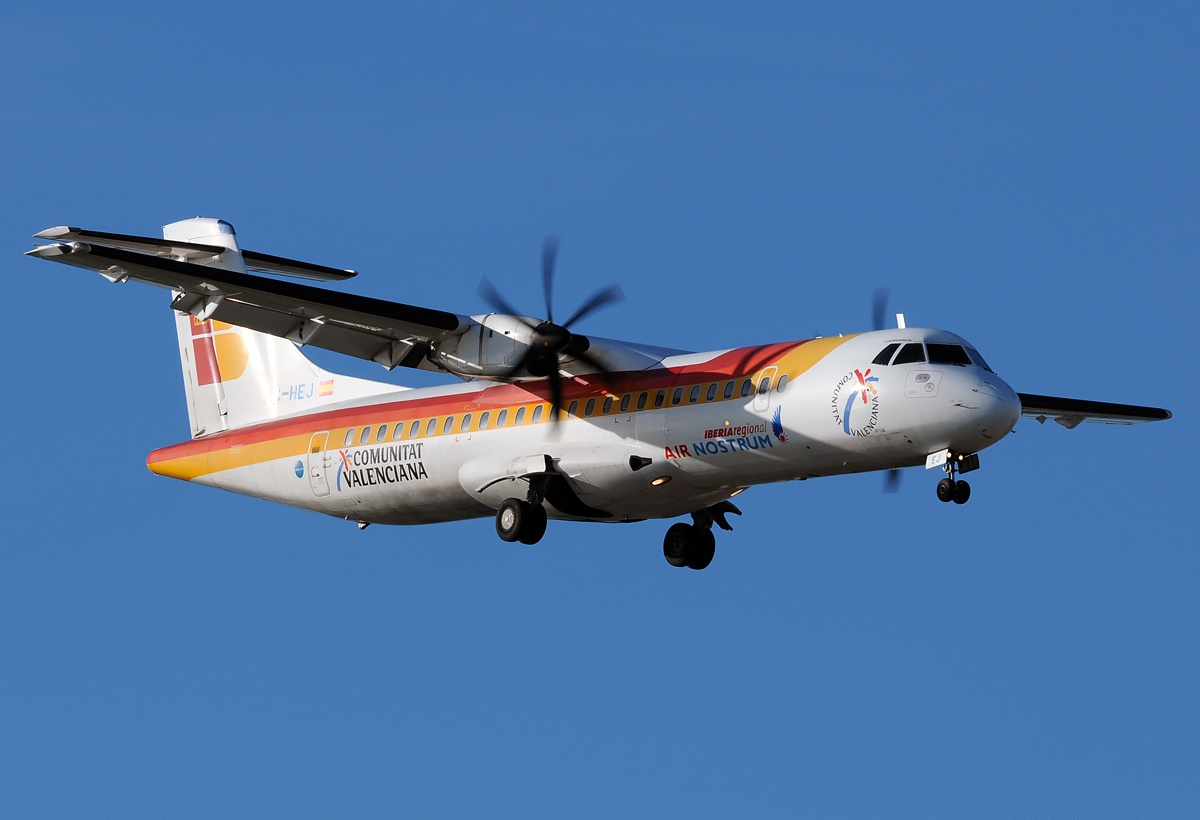
ATR 72-600 de Iberia Regional/Air Nostrum que, actualmente, conecta Melilla con Málaga, Madrid, Granada, Almería, Sevilla y Barcelona y estacionalmente con Palma de Mallorca y Gran Canaria

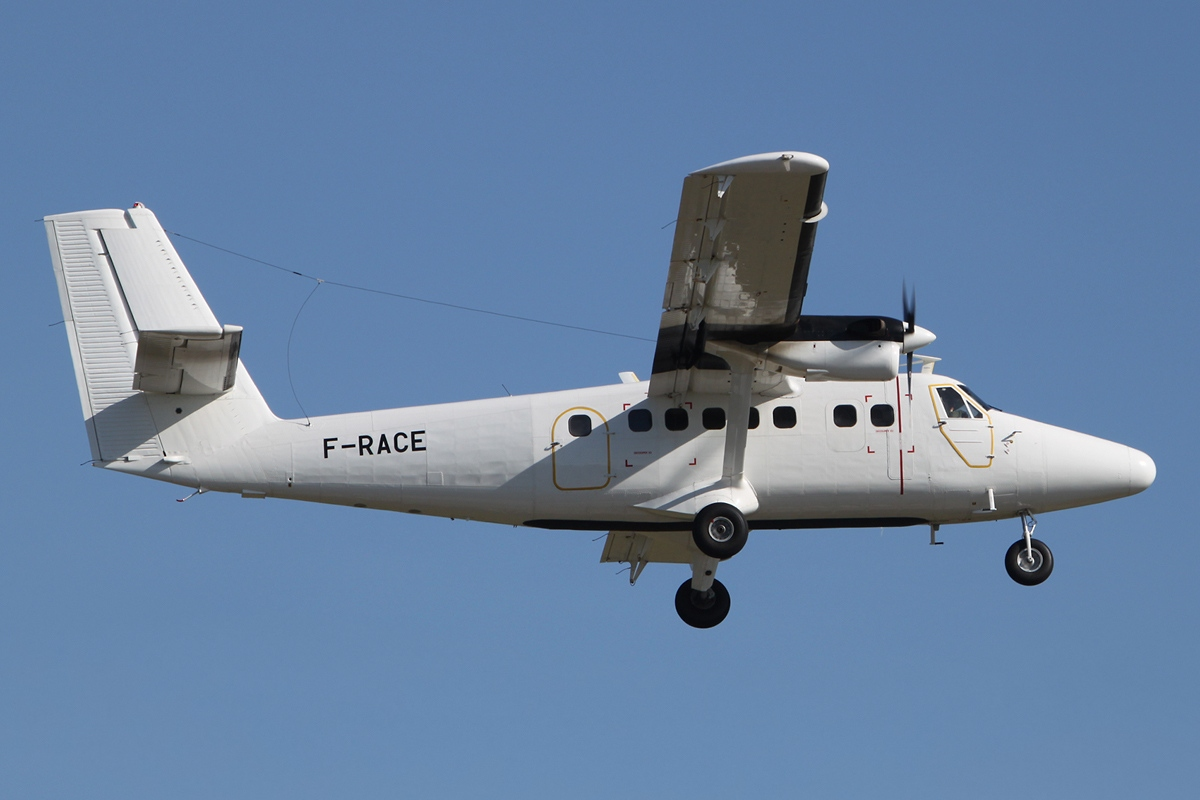
Spantax De Havilland Canada DHC-6-300 Twin Otter conectaba Melilla con Málaga y Almería en los años 70

| Parámetros climáticos promedio de Observatorio de Aeropuerto de Melilla (52 msnm) (Periodo de referencia: 1981-2010) | Parámetros climáticos promedio de Observatorio de Aeropuerto de Melilla (52 msnm) (Periodo de referencia: 1981-2010) | Parámetros climáticos promedio de Observatorio de Aeropuerto de Melilla (52 msnm) (Periodo de referencia: 1981-2010) | Parámetros climáticos promedio de Observatorio de Aeropuerto de Melilla (52 msnm) (Periodo de referencia: 1981-2010) | Parámetros climáticos promedio de Observatorio de Aeropuerto de Melilla (52 msnm) (Periodo de referencia: 1981-2010) | Parámetros climáticos promedio de Observatorio de Aeropuerto de Melilla (52 msnm) (Periodo de referencia: 1981-2010) | Parámetros climáticos promedio de Observatorio de Aeropuerto de Melilla (52 msnm) (Periodo de referencia: 1981-2010) | Parámetros climáticos promedio de Observatorio de Aeropuerto de Melilla (52 msnm) (Periodo de referencia: 1981-2010) | Parámetros climáticos promedio de Observatorio de Aeropuerto de Melilla (52 msnm) (Periodo de referencia: 1981-2010) | Parámetros climáticos promedio de Observatorio de Aeropuerto de Melilla (52 msnm) (Periodo de referencia: 1981-2010) | Parámetros climáticos promedio de Observatorio de Aeropuerto de Melilla (52 msnm) (Periodo de referencia: 1981-2010) | Parámetros climáticos promedio de Observatorio de Aeropuerto de Melilla (52 msnm) (Periodo de referencia: 1981-2010) | Parámetros climáticos promedio de Observatorio de Aeropuerto de Melilla (52 msnm) (Periodo de referencia: 1981-2010) | Parámetros climáticos promedio de Observatorio de Aeropuerto de Melilla (52 msnm) (Periodo de referencia: 1981-2010) |
| Mes | Ene. | Feb. | Mar. | Abr. | May. | Jun. | Jul. | Ago. | Sep. | Oct. | Nov. | Dic. | Anual |
| --- | --- | --- | --- | --- | --- | --- | --- | --- | --- | --- | --- | --- | --- |
| Temp. máx. abs. (°C)                                                                                                 | 25.6 | 34.2 | 29.6 | 30.6 | 33.0 | 37.0 | 41.8 | 39.2 | 37.0 | 33.0 | 34.0 | 30.6 | 41.8 |
| Temp. máx. media (°C)                                                                                                | 16.7 | 17.0 | 18.5 | 20.1 | 22.5 | 25.8 | 28.9 | 29.4 | 27.1 | 23.7 | 20.3 | 17.8 | 22.3 |
| Temp. media (°C) | 13.3 | 13.8 | 15.2 | 16.6 | 19.1 | 22.4 | 25.3 | 25.9 | 23.8 | 20.4 | 17.0 | 14.6 | 18.9 |
| Temp. mín. media (°C)                                                                                                | 9.9 | 10.6 | 11.9 | 13.2 | 15.7 | 19.0 | 21.7 | 22.4 | 20.5 | 17.2 | 13.7 | 11.2 | 15.6 |
| Temp. mín. abs. (°C)                                                                                                 | 0.4 | 2.8 | 3.4 | 7.0 | 9.8 | 13.4 | 16.4 | 16.8 | 14.4 | 10.2 | 5.0 | 4.8 | 0.4 |
| Precipitación total (mm)                                                                                             | 58.0 | 57.1 | 43.5 | 36.1 | 19.8 | 7.2 | 0.9 | 3.6 | 15.8 | 40.0 | 57.3 | 49.8 | 391.3 |
| Días de precipitaciones (≥ 1 mm)                                                                                     | 6.3 | 5.5 | 4.6 | 4.6 | 2.8 | 0.7 | 0.3 | 0.8 | 2.2 | 3.9 | 5.8 | 5.7 | 43.7 |
| Días de nevadas (≥ )                                                                                                 | 0.1 | 0.0 | 0.0 | 0.0 | 0.0 | 0.0 | 0.0 | 0.0 | 0.0 | 0.0 | 0.0 | 0.0 | 0.1 |
| Horas de sol | 184 | 170 | 192 | 220 | 258 | 279 | 289 | 288 | 210 | 194 | 177 | 168 | 2607 |
| Humedad relativa (%)                                                                                                 | 72 | 74 | 73 | 69 | 67 | 67 | 66 | 69 | 72 | 75 | 74 | 73 | 71 |
| Fuente: Agencia Estatal de Meteorología                                                                              | | | | | | | | | | | | | |

### 

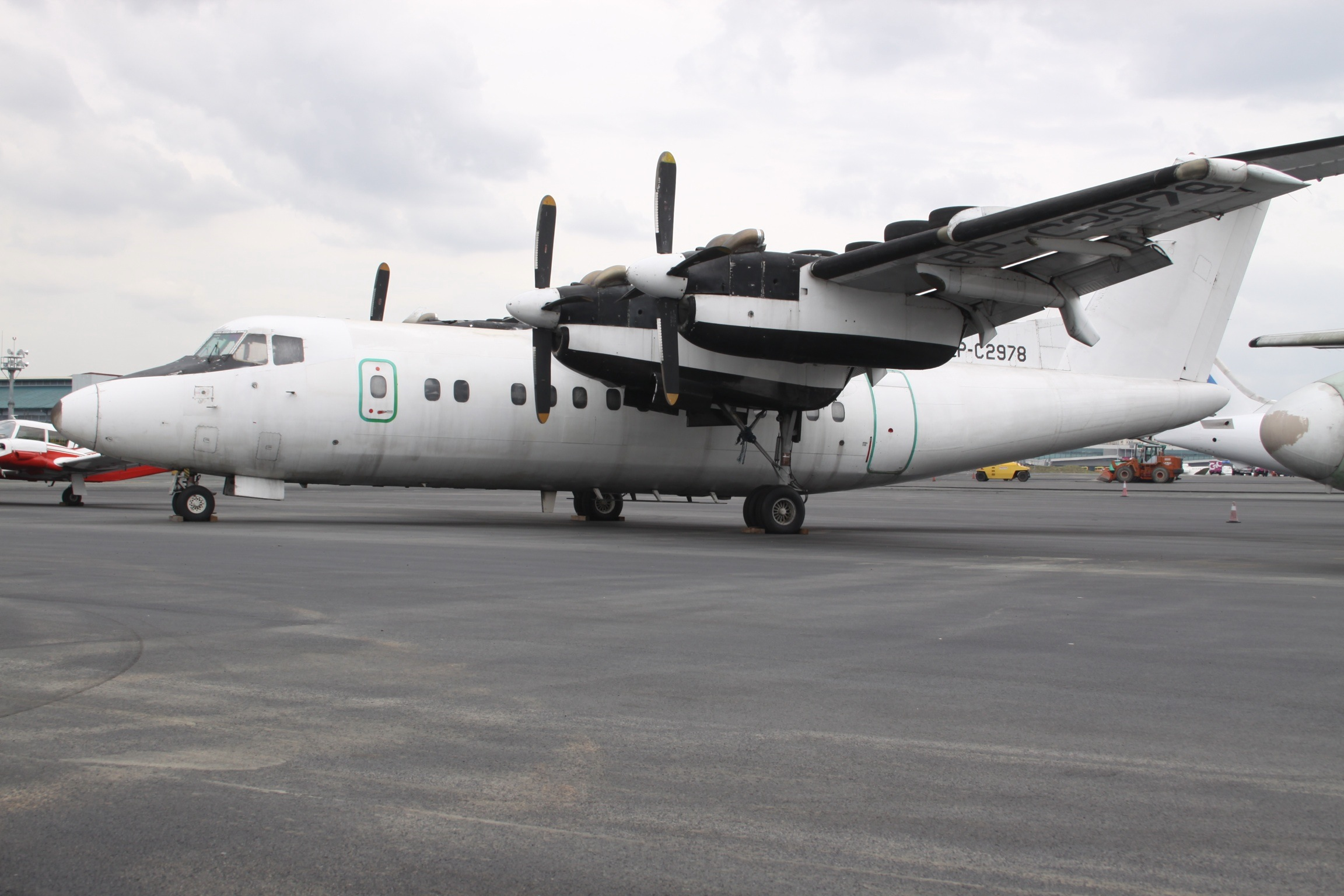
Spantax De Havilland Canada DHC-7 conectaba Melilla con Málaga y Almería en los años 70

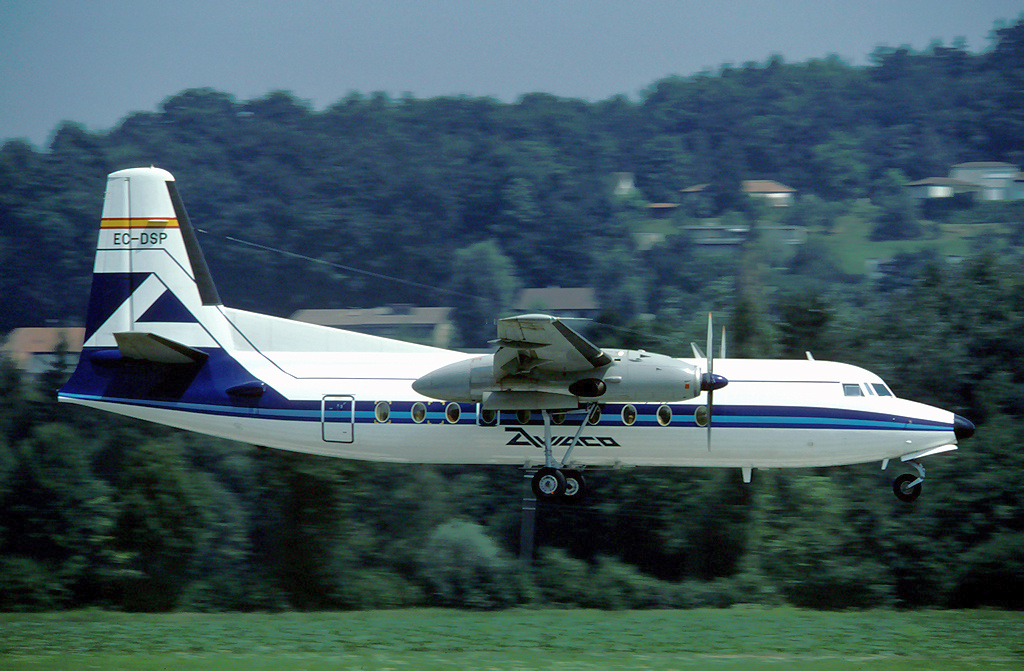
Aviaco Fokker 27 conectaba Melilla con Málaga y Almería en los años 80

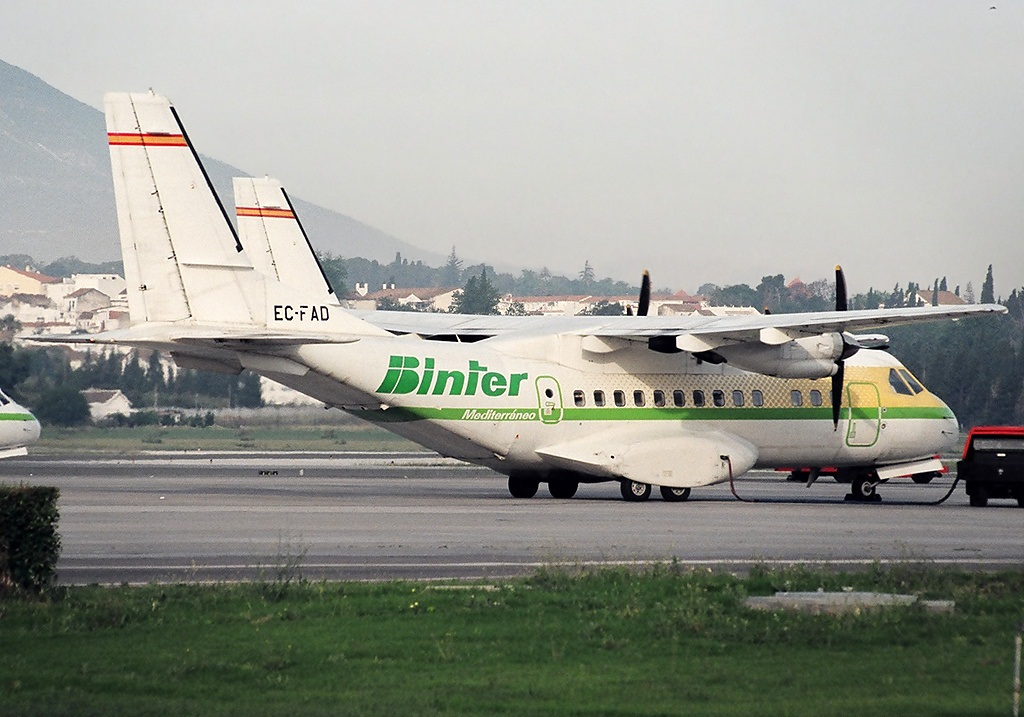
Binter Mediterráneo CASA CN-235-100 conectaba Melilla con Málaga, Almería, Valencia y Madrid en los años 90

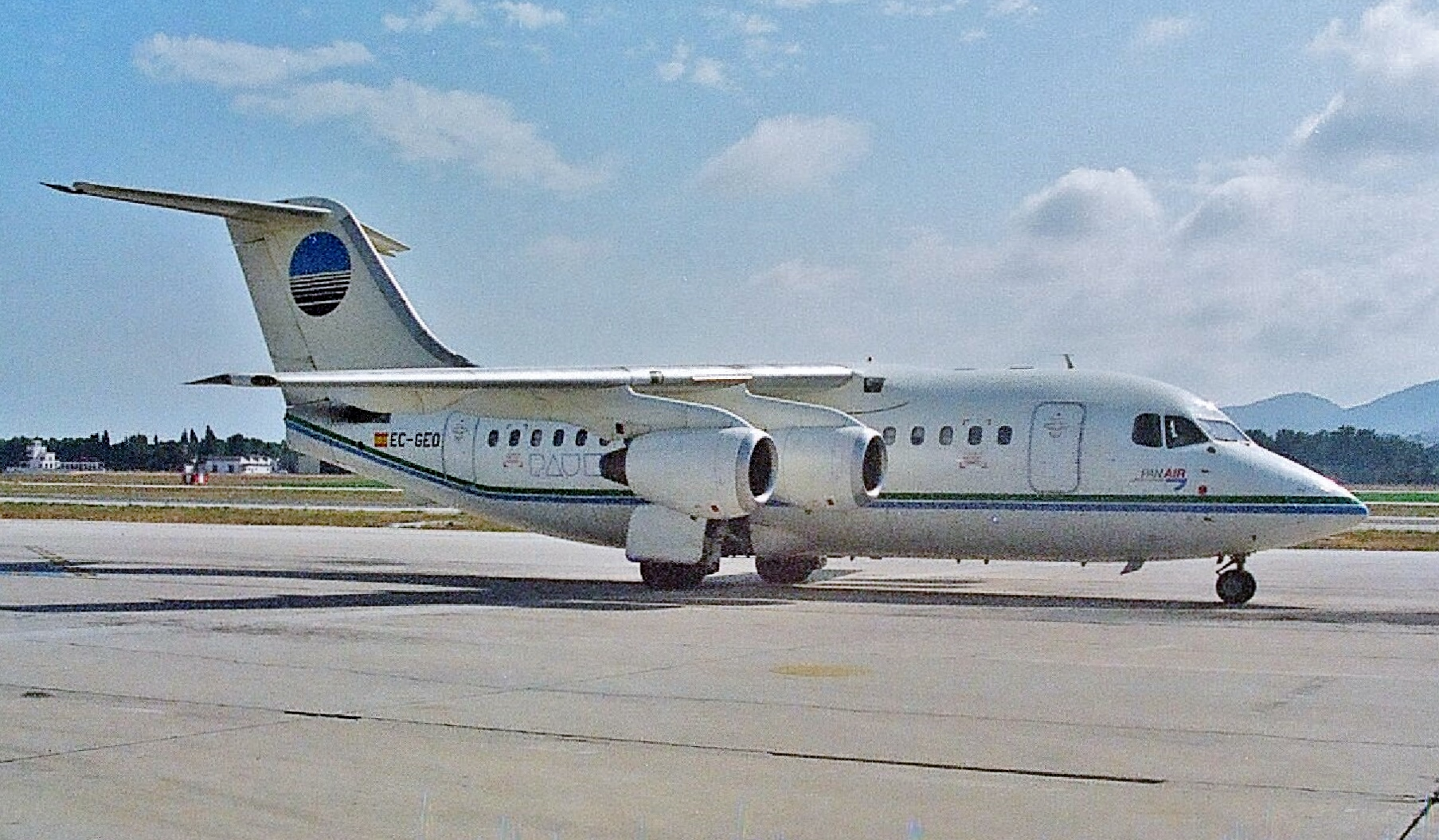
PauknAir BAe 146 conectaba Melilla con Málaga, Madrid, Almería, Barcelona, Palma de Mallorca Santiago de Compostela y Santander a finales de los años 90

## Historia

### SigloXX

#### Antecedentes
Los conflictos bélicos con Marruecos, obligan al gobierno español a establecer, en octubre de 1913, aeródromos permanentes en Sania Ramel -Tetuán-, Arcila y Zeluán. En 1921 las tropas marroquíes se hacen con los territorios cercanos a Melilla, entre ellos el aeródromo de Zeluán, por lo que la aviación militar debe buscar un nuevo lugar. El lugar elegido se ubica en la zona de Cabrerizas Altas, al norte de la Ciudad de Melilla; el aeródromo es un angosto campo de tan sólo 300 m en su lado mayor. Recuperados por el ejército español y los terrenos ocupados el aeródromo se traslada desde la hípica donde se había establecido de forma permanente, a un llano de 8 km² al sur de Nador, junto a la población de Tauima.
Las instalaciones se limitan a unos pocos hangares y talleres de campaña desmontables, rodeados de un muro de protección. Al mismo tiempo, se instala en la bahía de la Mar Chica la Base de Hidroaviones del Atalayón. Estas dos instalaciones aeronáuticas desempeñarán un papel importantísimo en el desembarco de Alhucemas, en septiembre de 1925.
Una vez terminado el conflicto bélico, se procede a la mejora de las instalaciones del aeródromo, sustituyéndose a mediados de la década de los 30, la torre de control de madera por otra construida de mampostería. El aeródromo de Tauima es oficialmente abierto al tráfico civil por un dahir, decreto del Sultán, el 27 de julio de 1931.
Al inicio de la guerra civil, las tropas sublevadas ocupan el aeródromo el 17 de julio. A posteriori, se inauguran varias líneas, tanto desde el aeródromo de Tauima, como desde la base de Hidroaviones del Atalayón: Roma-Palma de Mallorca-Melilla-Cádiz, Melilla-Sevilla, Melilla-Tetuán y Melilla- Málaga-Sevilla-Lisboa, servidas todas ellas por la compañía italiana Ala Littoria. La entrada de Italia en la Segunda Guerra Mundial, trae la supresión de las líneas de Ala Littoria que es reemplazada por TAE (Tráfico Aéreo Español) con la ruta 558 realizaba Madrid-Málaga-Tetuán-Melilla y ésta a su vez, en diciembre de 1940, fue sustituida por Iberia que mantuvo la línea Sevilla-Málaga-Melilla.
A mediados de la década de los 40, se construye la pista 08-26, que tiene una longitud de 1400 m., y ocupa la totalidad del espacio disponible. En julio de 1946, el aeródromo de Tauima se declara aduanero y queda abierto al tráfico nacional e internacional. Fue en ese momento ante acuerdos y presiones internacionales donde España comienza a dar cabida a los vuelos chárter e irregulares, en este marco aparece CANA (Compañía Auxiliar de Navegación Aérea) realizando Tetuán-Melilla-Málaga-Granada. En 1955 se adjudica la construcción de la torre de control el centro de emisores, pero el proceso descolonizador del reino de Marruecos en 1956 obliga al gobierno español a retirar poco a poco las tropas y líneas aéreas.
Marruecos a finales de 1957, convoca una conferencia para negociar un convenio aéreo con España. Las reuniones se celebraron del 2 al 11 de diciembre en Madrid, en el marco de unas tensas relaciones entre ambos países, motivadas por acontecimientos de Sidi Ifni, que iban a impedir que las negociaciones prosperasen.
En el mes de febrero, el gobierno marroquí anuncio de forma unilateral su intención de que Royal Air Maroc iniciara los vuelos entre Tetuán y Nador de modo provisional, utilizando el aeródromo de Tauima, en tanto no se firmase el acuerdo aéreo con España. El 10 de marzo de 1958 se rompieron las negociaciones y acto seguido el país vecino prohibió las líneas Tetuán-Melilla(Tauima) y Melilla(Tauima)-Málaga de la compañía Iberia. El gobierno español adoptó la misma medida contra todas las de Royal Air Maroc a España, al tiempo que cerró al tráfico civil de los aeropuertos de Tetuán y Melilla, todavía controlados por el ejército español.
Al reanudarse las conversaciones, el gobierno marroquí aceptó la propuesta España para que fueran considerados vuelos de cabotaje españoles los que se dirigían desde la península a Melilla (Tauima). Así, una vez que se entregase el aeródromo de Tauima a las autoridades alauitas, las mercancías y los pasajeros con destino Melilla -con el tratamiento de tránsito- no estarían sujetos a los controles aduaneros y fronterizos de Marruecos. Para poder realizar este tránsito, el transporte desde y hacia la ciudad de Melilla se realizaría con vehículos especialmente “sellados” por las autoridades de los dos países. Marruecos no vio con buenos ojos esta situación porque temía que España intentaste conseguir privilegios similares respecto al aeropuerto de Tetuán y la ciudad de Ceuta.
En 1958 el aeródromo de Tauima todavía se incluye en el plan de inversiones de los aeropuertos españoles.
Mientras tanto y tras múltiples estudios, el ministerio de hacienda asignaría 184 millones para la construcción del nuevo aeropuerto de Melilla, pero desgraciadamente un acuerdo del Consejo de Ministros, lo destino a fines militares urgentes quedando su construcción formalmente suspendida.
La solución alternativa fue proponer de nuevo un helipuerto en la hípica o en la zona de la Malla o en su defecto, construir una pista de apenas 400 m de longitud para los aviones de aterrizaje y despegue corto, STOL.
Esta situación se mantiene hasta 1967, cuando la construcción de un aeropuerto en la ciudad de Melilla se incluye en el II plan de desarrollo económico social. Los terrenos elegidos, prácticamente los únicos disponibles, son unas parcelas al suroeste de la ciudad, próximas a la antigua carretera de Yasinem. Las obras se adjudican en octubre de 1967; la instalación radioeléctrica se lleva a cabo en diciembre de 1968 y a su término el 24 de julio de 1969 se publica en el Boletín Oficial del Estado, la orden por la que el aeropuerto de la Ciudad de Melilla quedaba abierto al tráfico civil, nacional completo e internacional de pasajeros.

#### Inauguración
El aeropuerto fue inaugurado el 31 de julio de 1969 por el ministro del Aire, José Lacalle Larraga, para sustituir definitivamente al aeródromo de Tauima, poblado situado en el antiguo Protectorado Español en Marruecos. Inicialmente se propuso una pista de 1.600 x 45 metros, en una primera fase, susceptible de prolongarse hasta los 2.280 metros. Finalmente, el nuevo aeropuerto contaba con una pista de 750 m de longitud, un estacionamiento de aeronaves de 60 x 70 metros y un edificio terminal de pasajeros de 445 m².
Comenzó a operar en él, Spantax con un De Havilland Canada DHC-6 Twin Otter, y más tarde, con un De Havilland Canada DHC-7.
En 1974, finaliza la obra de ampliación de la pista de vuelo de los 750 m iniciales a 975 m.
En 1980, comenzó a operar ACE (Aerolíneas CEMESA) con un CASA C-212 Aviocar la ruta Melilla - Granada. Cesó sus operaciones en 1981.
En 1981, se pone en servicio la ampliación del edificio terminal, que duplica su capacidad anterior. Spantax fue sustituida por Aviaco, filial por aquel entonces de Iberia L.A.E., que emplearía un Fokker F27.
En 1982, la pista se vuelve ampliar a 1080 m., ostentando el título de pista de aterrizaje más corta comercial de España entrando en el Libro Guinness de los récords. Y en 1984 se realiza lo mismo con la plataforma de aeronaves.
En 1984, comenzó a operar Air Condal con el Hawker Siddeley HS 748 las rutas de Granada y Madrid hasta suspender operaciones en 1985.
En 1992, entraría Binter Mediterráneo, también filial de Iberia, que operaba con CN-235, y que más tarde sustituyó a Aviaco. Unía la ciudad de Melilla con: Málaga, Almería, Valencia y, en su último año, con Madrid.
En 1995, se inaugura la nueva ampliación del edificio terminal de pasajeros y la pista de vuelos se amplía en 300 m., cuya longitud total en esa fecha, es de 1.347 m. En ese mismo año entra en servicio la compañía PauknAir, que operaba con BAe 146, un tetrarreactor creado especialmente para operaciones de pista de aterrizaje STOL, como el London City; sería la primera vez que un reactor toma tierra en ciudad y que rompió con el monopolio de Iberia en las operaciones desde Melilla. Logró conectar la ciudad con 7 aeropuertos nacionales: Málaga, Madrid, Almería, Barcelona, Palma de Mallorca y fue la primera vez que conectó la ciudad de Melilla con Santiago de Compostela y Santander. 
En 1997, se batió un récord histórico de 351.569 pasajeros.
Tristemente, PauknAir, cesó sus operaciones tras el voluptuoso accidente en el año 1998. Tras estos hechos, se construyó una nueva radioayuda VOR para dar soporte a las aeronaves sin tener una aproximación publicada.

### SigloXXI

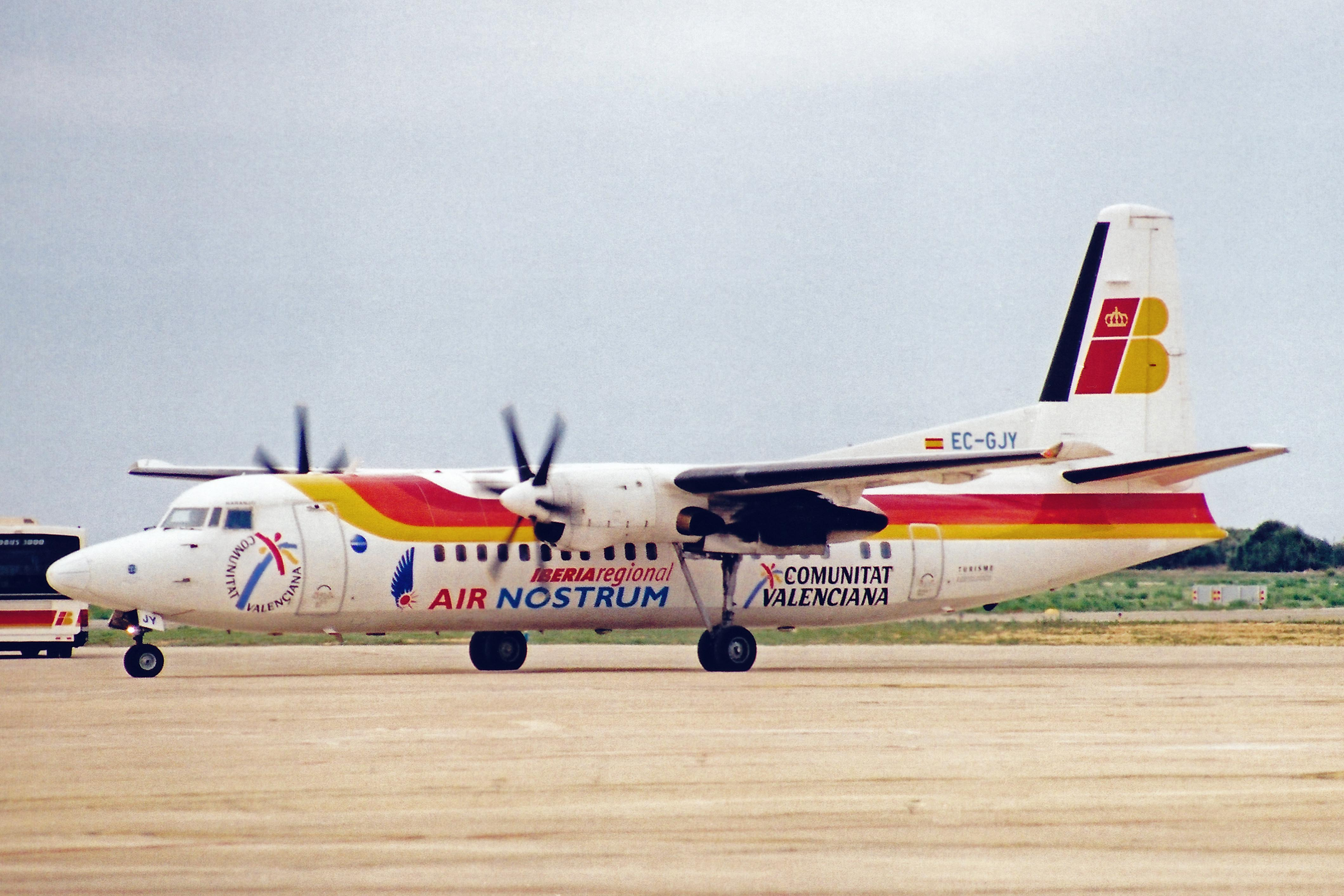
Air Nostrum Fokker 50 conectaba Melilla con Málaga, Almería, Valencia y Madrid a comienzos del año 2000

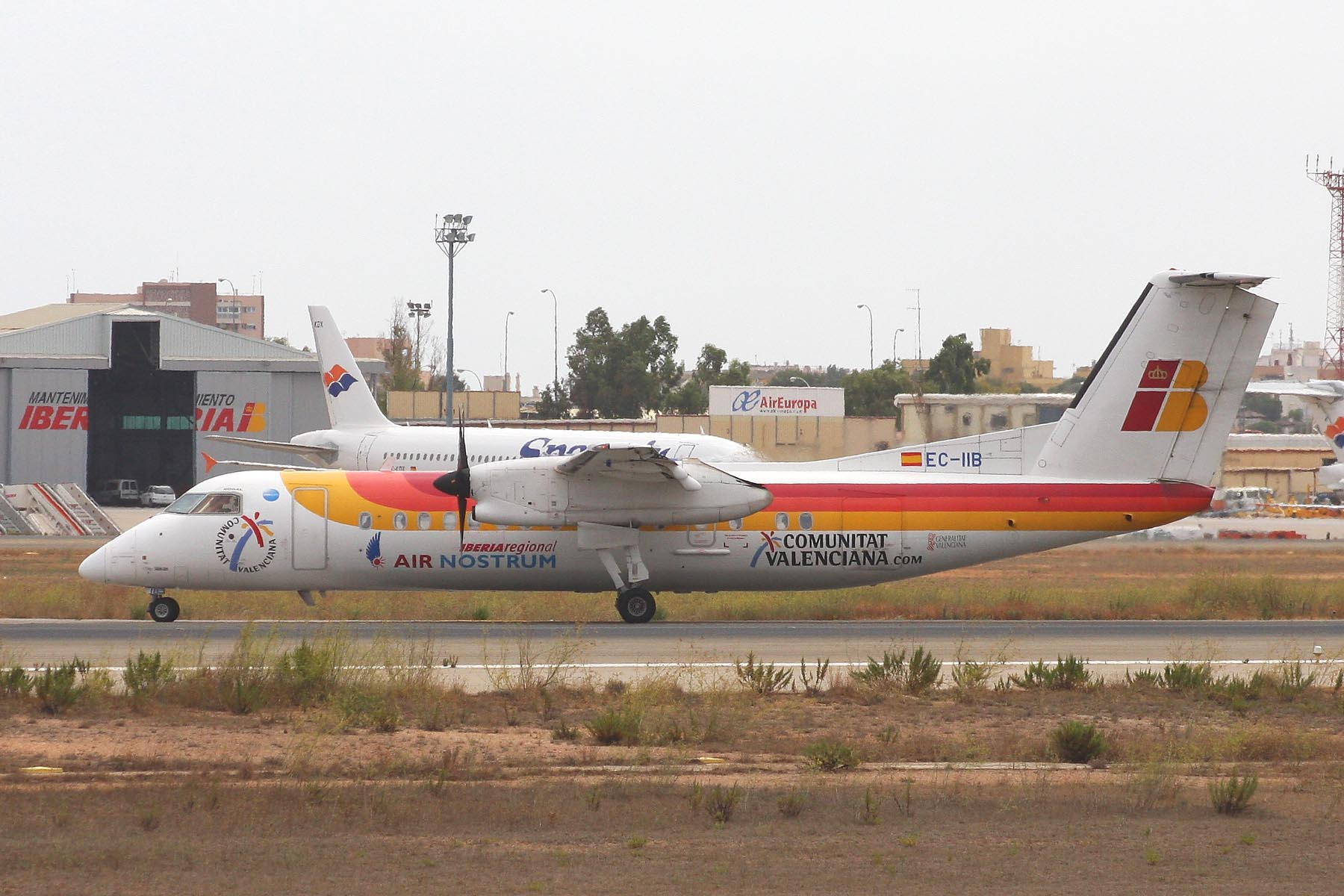
Air Nostrum Dash 8 conectaba Melilla con Málaga, Almería, Granada, Valencia y Madrid a comienzos del año 2000

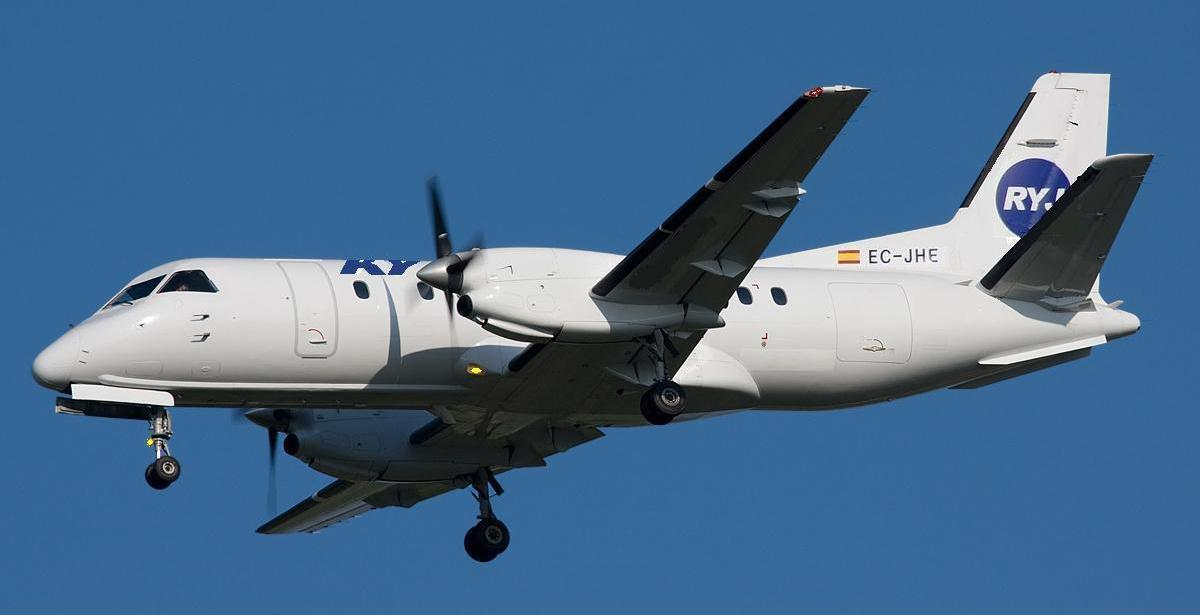
Ryjet Saab 340 hacía la ruta Málaga-Melilla en 2012

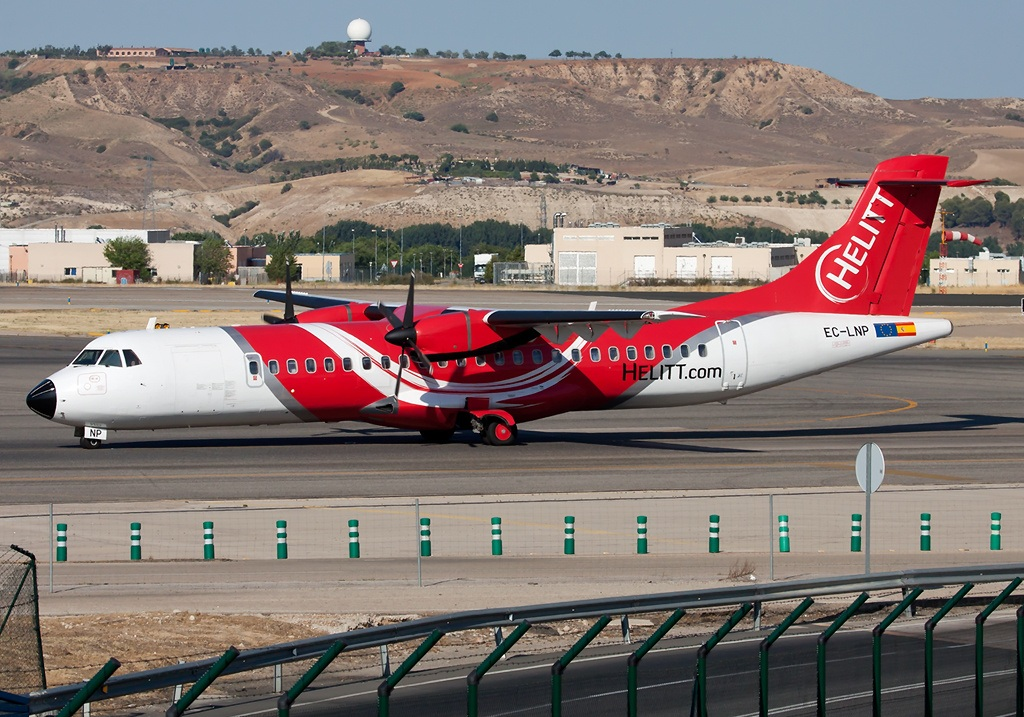
Helitt Líneas Aéreas ATR que conectaba Melilla con Málaga, Madrid y Barcelona en 2012

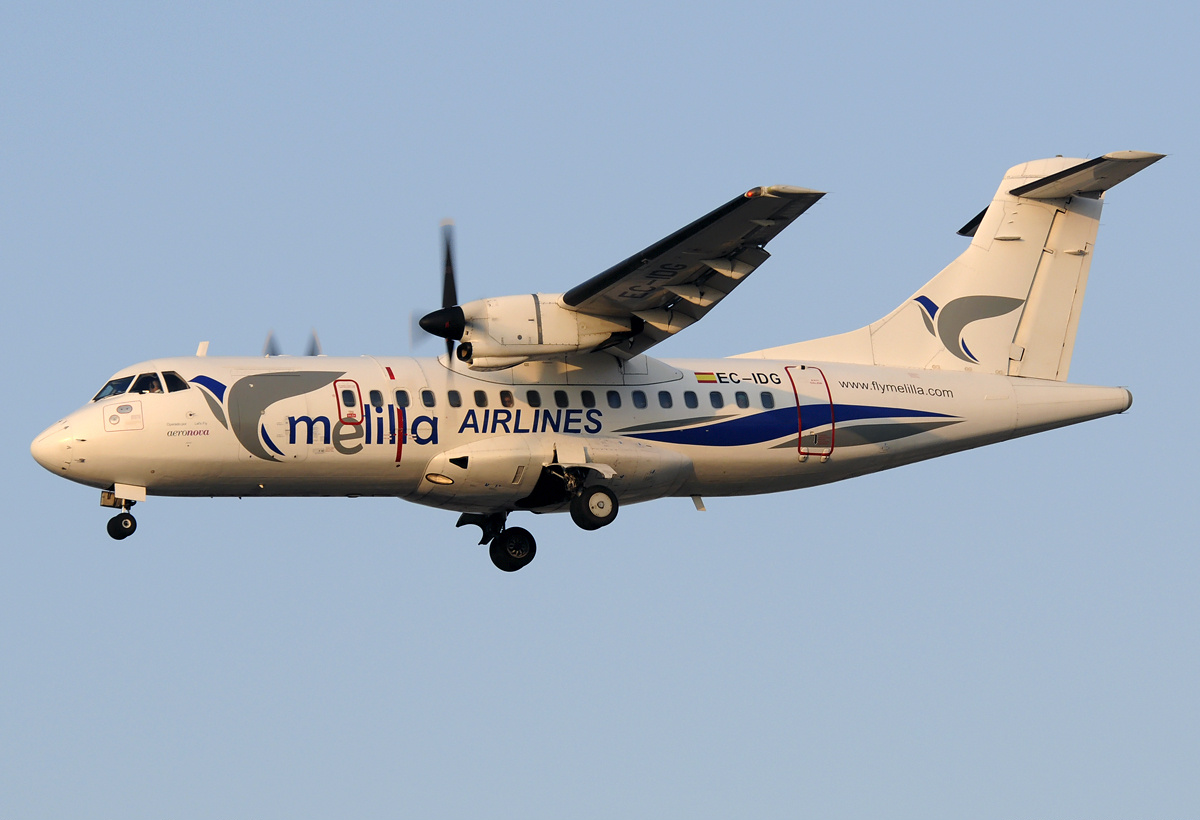
Avión de Melilla Airlines aterrizando en el aeropuerto. Hacía la ruta Málaga-Melilla en 2013

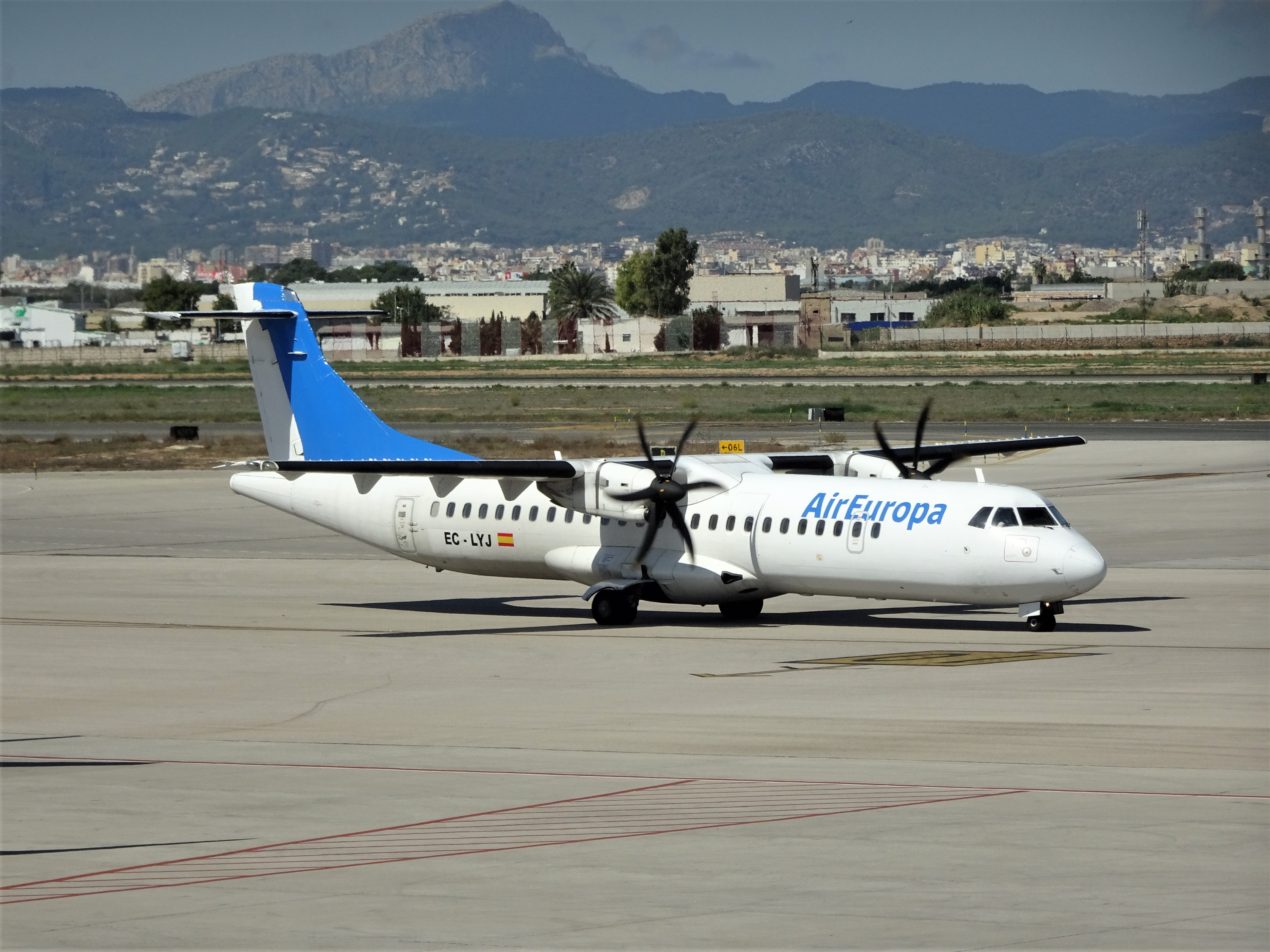
Air Europa ATR que hacía la ruta Málaga-Melilla en 2014

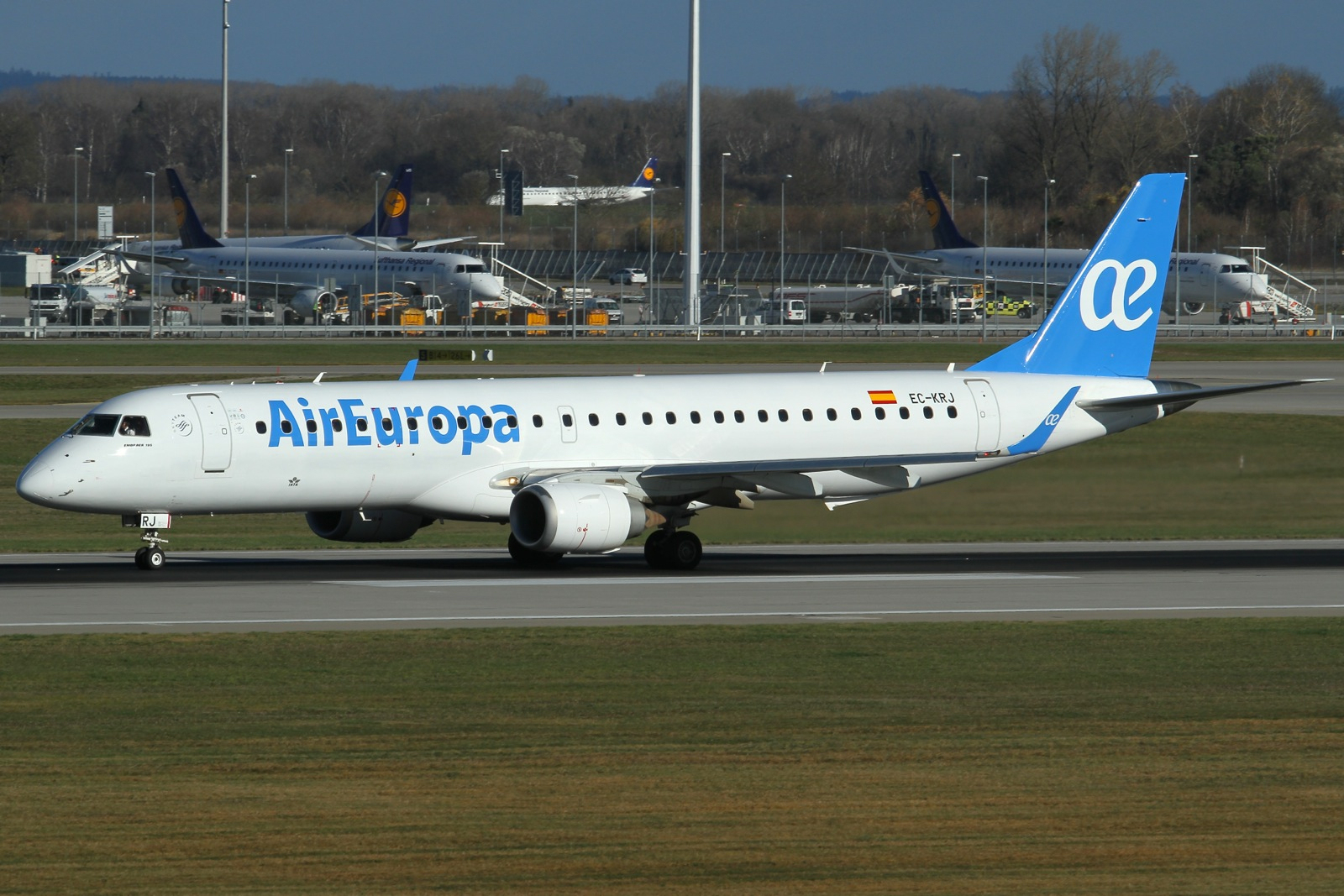
Embraer 195 avión con el que Air Europa volvería a Melilla por el cambio a categoría 3C

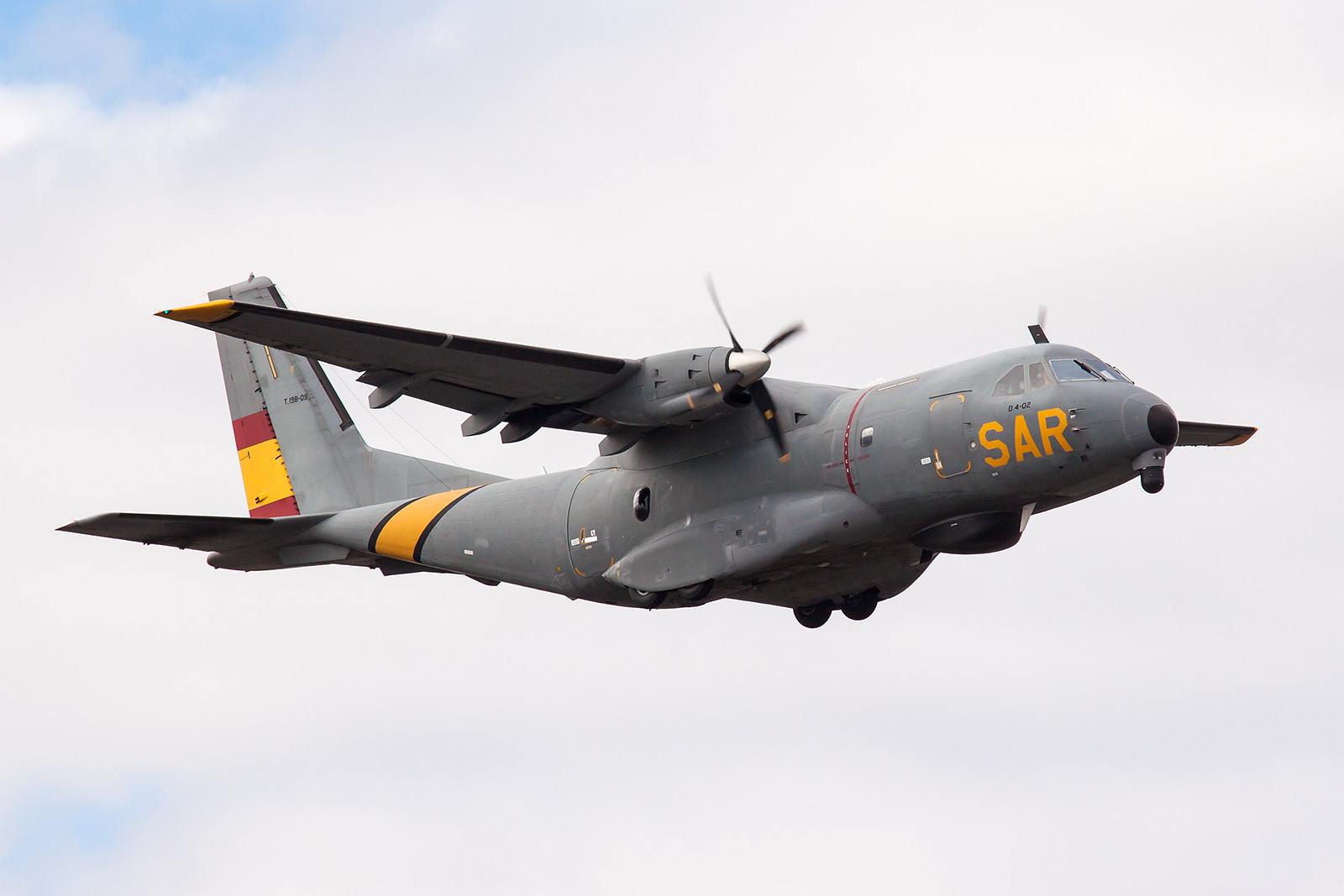
CASA CN235 del Ejército del Aire

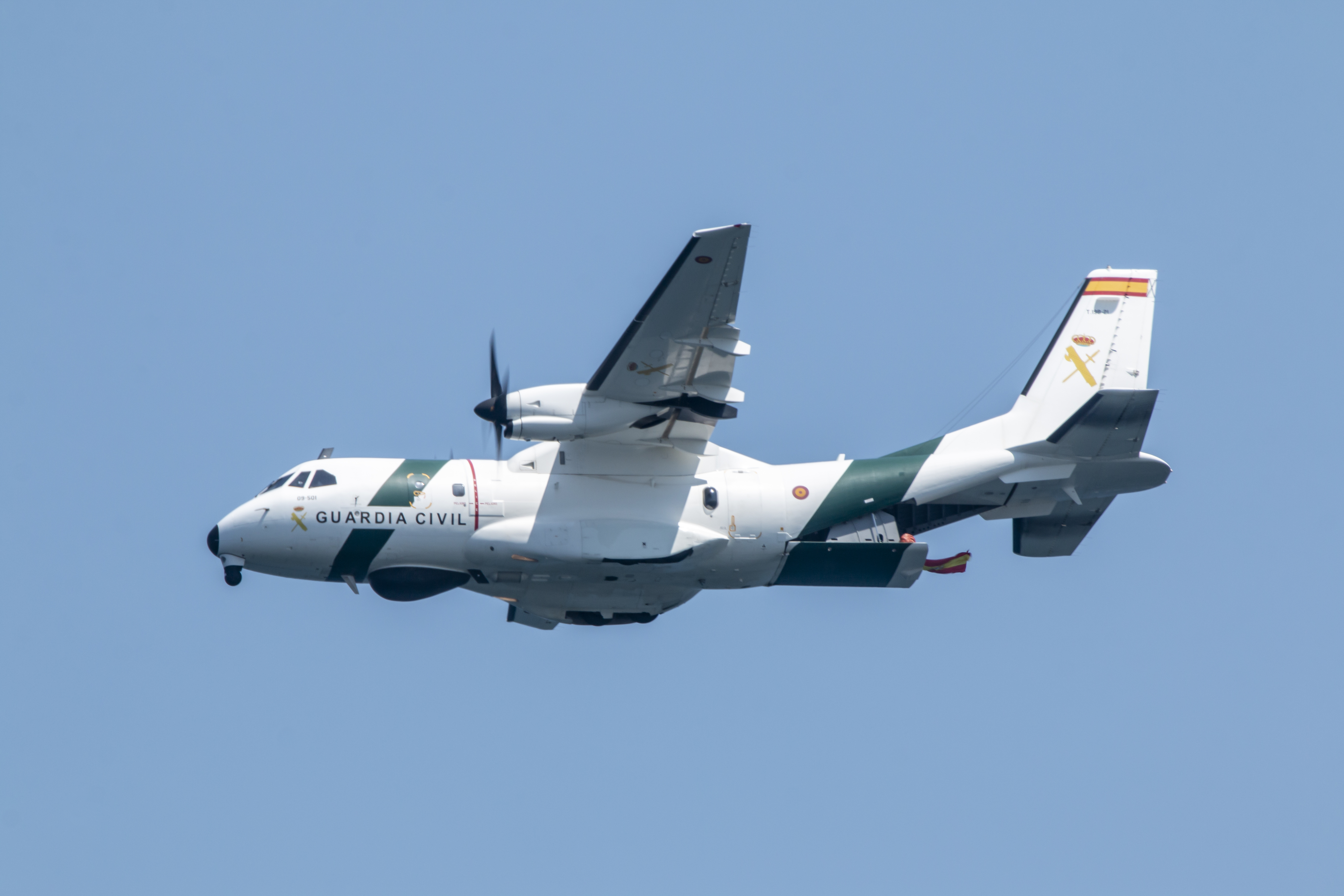
CASA CN235 de la Guardia Civil

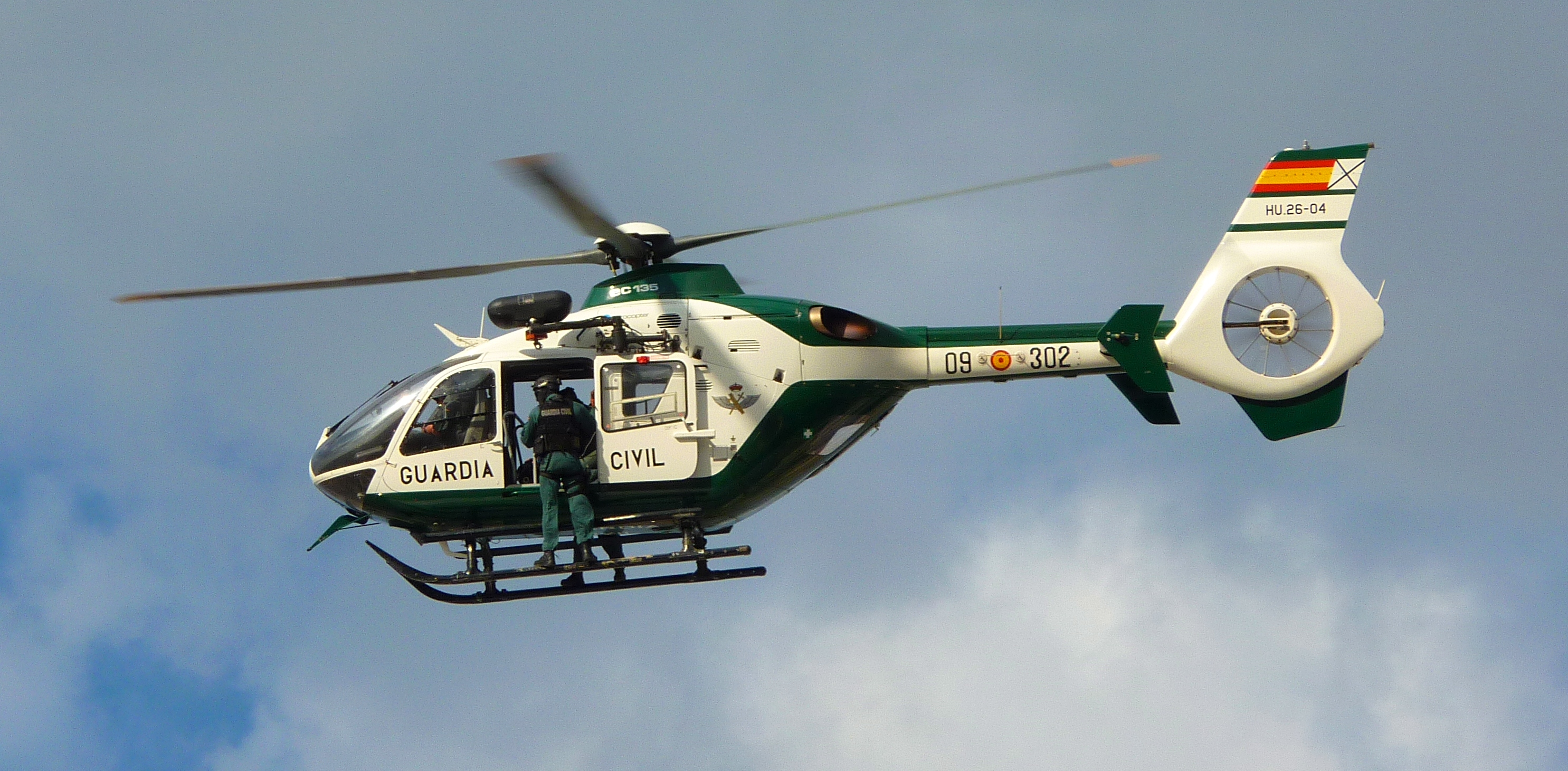
Eurocopter de la Guardia Civil

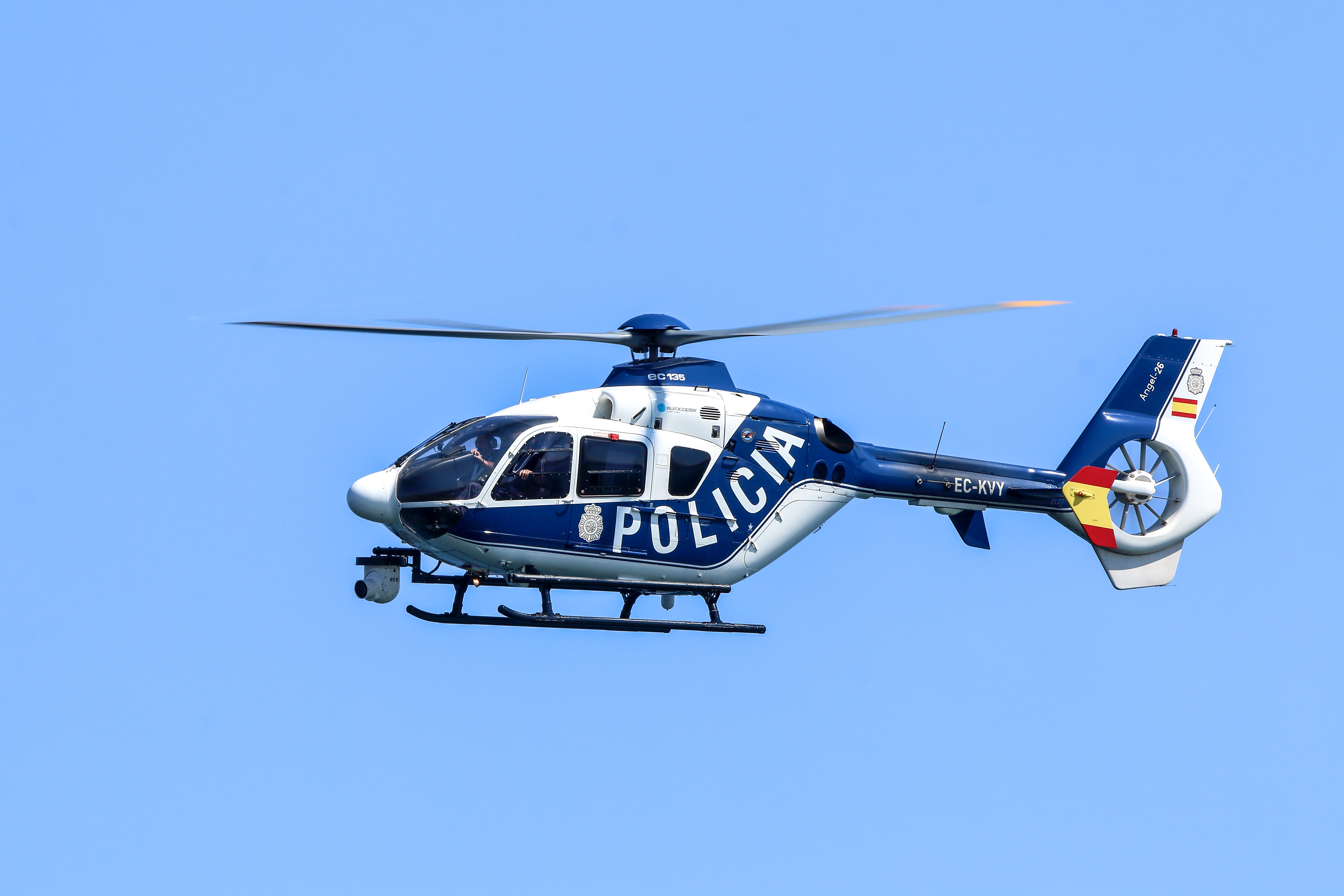
Eurocopter de la Policía Nacional

Para el año 2000 Aena preveía un volumen de 500.000 pasajeros anuales, pero el fatídico accidente de Pauknair en el año 1998 y la posterior construcción del aeropuerto de Nador, truncó el crecimiento. Cayendo de los 365.000 pasajeros anuales (1.000 pax/día) a unos 220.000 anuales.
Definitivamente, en 2001, Air Nostrum adquirió Binter Mediterráneo, quedándose así con el monopolio de las rutas de Melilla: Málaga, Almería, Valencia y Madrid. Comenzó a operar con Fokker 50, Dash 8 y más tarde con ATR 72. Quedando como único operador  y realizando vuelos regionales para Iberia.
En 2002, se inauguró la nueva torre de control, así como nuevas mejoras en las infraestructuras aeroportuarias en la ciudad.
En 2003, la salida de pista de un Fokker 50 de la compañía holandesa Denim Air, operando para Air Nostrum fuerza la sustitución de los Fokker 50 de la empresa y los Dash 8 por los nuevos ATR 72.
En 2004, Vueling realizó estudios para implantar la ruta Barcelona-Melilla, pero nunca inició operaciones debido a las dimensiones de la pista y la categoría del aeropuerto. Dicha ruta se trasladó a Nador. Ese mismo año, aparece Airmel-Club Aéreo de Melilla impartiendo clases de piloto privado de avión, sumándose así a las múltiples visitas de avionetas, rallyes y abrazos aéreos que se han venido llevando a cabo en la ciudad a lo largo de toda su historia. 
En febrero de 2005 se puso en servicio la última ampliación de pista de 118 m., hacia el sur que hizo necesario, además, el soterramiento de la carretera de acceso aeropuerto dando como resultado una nueva longitud de 1.433 m., totales, cuya longitud es la que posee a día de hoy la infraestructura melillense.  
En octubre de 2006, Air Nostrum comenzó a operar la ruta de Barcelona, a través de la puesta en marcha de 4 vuelos semanales; y en marzo de 2007 se incrementó la operación con un vuelo diario alcanzando la cifra récord de la ruta con 21.212 pasajeros transportados.
En 2008, Air Nostrum implantó las rutas de Sevilla, Palma de Mallorca y Valencia, operadas por el Dash 8. Además, ese mismo año, el aeropuerto obtuvo la certificación europea de calidad ISO 9001 y de gestión ambiental ISO 14001.
A principios de 2009, Air Europa realizó pruebas con el Embraer 195 en el simulador de LGW para presentarlos a Aviación Civil con el fin de obtener los permisos correspondientes, hicieron aproximaciones con peso máximo al aterrizaje, por ambas pistas, en todo tipo de condiciones meteorológicas, con fallo de motor, etc. También probaron despegues con distintos calajes de flap y pesos, y abortos de despegue. Se determinó que el avión aterrizaba perfectamente a máximo peso de aterrizaje, y para despegar se obtuvieron unas tablas de la oficina técnica con los máximos pesos permisibles para cada destino. En casos como Madrid-Melilla, había que limitar el número de pasajeros a 110. En los Melilla-Madrid, Málaga-Melilla y Melilla-Málaga; no había ninguna limitación. La compañía, finalmente, no pudo operar en Melilla debido a que la clasificación del aeropuerto, categoría 2C, no permitía la operativa del Embraer 195, categoría 3C.
A comienzos de 2011, Airmel anunció que iba a iniciar operaciones desde Melilla con un ATR 42-300, pero nunca inició operaciones por la falta de compromiso de la aerolínea a seguir con la incipiente aerolínea.
El 21 de noviembre de 2011 Helitt Líneas Aéreas inició operaciones con la ruta inaugural Málaga-Melilla; una semana después comenzó a operar la línea Melilla-Barcelona y el día 2 de diciembre, la ruta Melilla-Madrid, todos con vuelos diarios; que volvía a romper con el monopolio de Air Nostrum en las operaciones desde y con Melilla. El 25 de enero de 2013 dejó de ofrecer vuelos comerciales temporalmente.
Ese mismo año inició operaciones Ryjet con Málaga-Melilla, cesó operaciones en 2012.
A principios de 2013, llegaron rumores de que Air Europa quería operar desde Melilla, esta vez con uno de sus ATR 72-500, rumores que no llegaron a materializarse.
En 2013, Air Nostrum puso en marcha los vuelos a Gran Canaria, ruta nunca antes operada con el nuevo  ATR 72-600. Además, el 16 de abril de 2013 Melilla Airlines inició operaciones con la ruta inaugural Málaga-Melilla, haciendo vuelos regionales con Málaga, meses después con el Aeropuerto de Badajoz, si bien las conexiones con Badajoz no dieron resultados, la ocupación de la ruta a la Costa del Sol era buena. Año y medio más tarde cesó sus operaciones.
El 21 de julio de 2014 Air Europa confirmó los anteriores rumores, dio un paso adelante y decidió iniciar operaciones con la ruta inaugural Málaga-Melilla con un primer vuelo de alrededor del 90% de ocupación.
A finales del año 2016,  Iberia anuncia la anulación de las rutas con Almería y Granada, hecho materializado a principios de enero del año 2017, al haber un destacado ajuste de sus rutas nacionales en general y de su estructura como aerolínea.
En 2018, debido al malestar por la eliminación de los vuelos a Granada y Almería, el Gobierno de Melilla y su ciudadanía impulsaron la creación de una Obligación de Servicio Público (OSP) para reanudar estos vuelos y añadir uno nuevo a Sevilla. Las rutas se planearon para finales de 2018 y principios de 2019. El 30 de noviembre de 2018, Hélity inauguró la ruta Ceuta-Melilla con un helicóptero AgustaWestland AW139, pero en enero de 2020 suspendió este servicio debido a restricciones operativas en el aeropuerto de Melilla, que solo permitía vuelos durante el día.
Justo un año después, en 2019, cuando el Aeropuerto de Melilla cumplía 50 años, Aena anunció el cambio de categoría de 2C a 3C en marzo de 2021. Finalmente el aeropuerto cambia a categoría 3C el 23 de febrero de 2023.
En abril de 2021, se propuso que el aeropuerto llevara el nombre de Virgilio Leret, inventor del motor a reacción que patentó en 1935.
En enero de 2022, Air Europa suspendió la línea aérea con Melilla, argumentando que sus aviones ATR 72 serían utilizados en las Islas Canarias. La aerolínea expresó interés en reanudar la conexión con la península si se mejoraba la infraestructura del aeropuerto, ya sea cambiando su clasificación o ampliando la pista para permitir el aterrizaje de aviones más grandes, como el Embraer 195.
A pesar de esta suspensión, el Aeropuerto de Melilla cerró 2022 con el mayor tráfico de su historia, alcanzando 447.450 viajeros, lo que representó casi el 90% de su capacidad anual de 500.000 pasajeros.
A comienzos de 2023, la aerolínea rumana AirConnect propuso un plan de conectividad para Melilla con Málaga, Madrid y otras ciudades europeas como Oporto, Lisboa y Faro que no llegó a materializarse.
En julio de 2023, el Gobierno de Melilla pidió que las líneas aéreas con Madrid y Málaga sean declaradas Obligaciones de Servicio Público, la ampliación del horario y de la pista de aterrizaje del aeropuerto.
En octubre de 2023, EasyJet y Binter Canarias mostraron su interés en operar en Melilla y la necesidad de ampliar la pista de aterrizaje para sus Airbus A319 y Embraer 195-E2 respectivos. Además, Aena dio el visto bueno para que, a partir de abril de 2024, el horario del aeropuerto esté comprendido entre las 7.15 y las 22.15 horas durante todo el año.También, Aena licitó los trabajos de ampliación de la sala de embarque del aeropuerto. Además, el Gobierno de Melilla anunció unos bonos turísticos que bonificarán el 75% del transporte aéreo a viajeros "no residentes" en Melilla.
El aeropuerto de Melilla cerró 2023 con un total de 501.069 pasajeros y 10.755 operaciones, superó, por primera vez en su historia, el medio millón de viajeros y los 10.000 aterrizajes y despegues en un año y superando el 100% del límite de su capacidad de 500.000 pasajeros/año. A pesar de estos datos, Aena no contempla la ampliación de la terminal de pasajeros ni de la pista de aterrizaje a medio plazo, las principales medidas apuestan por mejoras a corto plazo como horario y conectividad. 
En marzo de 2024, el Gobierno de Melilla, en vistas de mejorar la conectividad, pedirá una base permanente de Air Nostrum en Melilla con aviones y tripulación de reserva, además de contar con técnicos y piezas necesarias que puedan solucionar en poco tiempo cualquier imprevisto.
En mayo de 2024, Air Nostrum anuncia la nueva ruta Melilla - Santiago de Compostela. Que obtuvo un 70% de ocupación
En junio de 2024, Air Nostrum anunció que mantendrá de forma permanente las conexiones aéreas con Mallorca y Canarias desde el 27 de octubre al 29 de marzo.
En junio de 2024, el Gobierno de España reconoció que la ampliación de la pista de aterrizaje del aeropuerto de Melilla es una medida compleja pero posible mediante una modificación legislativa para materializarla.
En noviembre de 2024, tras las cancelaciones y desvíos a Málaga a causa de las nubes bajas, el Gobierno de Melilla presentó una proposición no de ley en el Congreso de los Diputados, cuyo principal objetivo es pedir al Gobierno de España la creación de una comisión técnica que estudie tanto la ampliación de la pista de aterrizaje como los elementos de ayudas a la navegación que sean viables para el aeropuerto melillense. Además de declarar como obligación de servicio público (OSP) las líneas de Málaga y Madrid.
A finales de 2024, Moeve ha suministrado combustible sostenible de aviación (SAF) a Air Nostrum en el Aeropuerto de Melilla. La energética se convierte así en la primera compañía en ofrecer este biocombustible en la ciudad autónoma, como también hizo recientemente en aeropuertos de Canarias.
El año 2024 ha marcado el récord de "mayor volumen de tráfico" en la historia del aeropuerto de Melilla, con un total de 507.957 pasajeros y 10.977 vuelos.
En enero de 2025, Binter Canarias anunció que está evaluando la viabilidad de operar vuelos en el aeropuerto de Melilla tras las recientes mejoras en su infraestructura. En 2024, la aerolínea había identificado dificultades para operar su avión Embraer 195-E2 debido a las limitaciones de la pista del aeropuerto. Sin embargo, con la actualización de la categoría del aeropuerto de 2C a 3C, se permite la operación de aeronaves más grandes. Esta mejora abre la posibilidad de una mayor conectividad para Melilla, lo que podría facilitar nuevas rutas aéreas entre la ciudad y otras partes de España.
En febrero de 2025, Air Nostrum anunció las nuevas rutas con Asturias y Tenerife Norte.
En abril de 2025, la Comisión Mixta sobre Insularidad del Congreso aprobó la creación de una comisión técnica para estudiar la ampliación de la pista del Aeropuerto de Melilla. La comisión evaluará la viabilidad técnica, económica y ambiental del proyecto, ante el aumento sostenido de pasajeros y las limitaciones operativas del actual aeródromo. La propuesta fue respaldada por PP, Vox y Coalición Canaria, mientras que el PSOE votó en contra y Sumar se abstuvo.
En mayo de 2025, el presidente de Melilla, Juan José Imbroda, anunció que solicitará una reunión urgente con el presidente de Aena para abordar las deficiencias operativas del aeropuerto local, que ha sufrido cierres debido a la falta de radiobalizas en territorio marroquí. Imbroda destacó que el Gobierno local contratará un estudio técnico para explorar soluciones alternativas al sistema de aterrizaje. Además, solicitó al Gobierno central declarar las rutas Melilla-Málaga y Melilla-Madrid como Obligación de Servicio Público.
En junio de 2025, el Ministerio de Transportes anunció que estudiará la viabilidad de implementar un sistema de aproximación RNP en el aeropuerto para reducir cancelaciones por baja visibilidad. Este avance permitiría operar con aviones más grandes que los actuales ATR 72.

#### Directores
| Periodo                           | Director                   |
| --------------------------------- | -------------------------- |
|                                   | Miguel S. Marín Rodríguez  |
| Enero de 2007 - noviembre de 2009 | Pedro José Soriano Molina  |
| Noviembre de 2009 - junio de 2013 | Jesús Caballero Pinto      |
| Junio de 2013 - febrero de 2018   | Joaquín Rodríguez Guerrero |
| Febrero de 2018 - mayo 2021       | Iván Grande Merino         |
| Mayo de 2021 -                    | Miguel Palomares González  |

## Ampliación
Inicialmente se propuso una pista de 1.600 x 45 metros, en una primera fase, susceptible de prolongarse hasta los 2.280 metros. Finalmente, el nuevo aeropuerto contaba con una pista de 750 m de longitud por 45 de anchura. 
En 1974, finaliza la obra de ampliación de la pista de vuelo de los 750 m iniciales a 975 m.
En 1982, la pista se vuelve ampliar a 1080 m, tras el accidente el 6 de marzo de 1980, un De Havilland Canada Dash 7 de Spantax. 
En 1995, con la entrada de PauknAir, la pista de vuelos se amplía en 300 m., cuya longitud total en esa fecha, es de 1.347 m. 
En febrero de 2005, tras la salida de pista de un Fokker 50 de Air Nostrum en 2003 durante el aterrizaje, se puso en servicio la última ampliación de pista de 118 m., hacia el sur que hizo necesario, además, el soterramiento de la carretera de acceso aeropuerto dando como resultado una nueva longitud de 1.433 m., totales, cuya longitud es la que posee a día de hoy la infraestructura melillense. Las actuales dimensiones de la pista limitan las operaciones al modelo ATR 72. 
La orografía norte de Melilla hace que el umbral de la pista 15 (norte) esta desplazado 235 metros resultando en una distancia disponible de aterrizaje de tan sólo 1.198 metros. Como nota cabe destacar que por el sur, la distancia de aterrizaje de Melilla es superior:1.371m.
Con las actuales dimensiones del aeropuerto de Melilla (sólo por una cabecera), podrían empezar a operar aerolíneas con aviones de entre 110 -180 plazas, como el EMB195; Airbus 220; Airbus 318/319/320; Boeing737. Por la otra muy penalizada. La orografía local provoca ese umbral desplazado por el norte, que penaliza muchísimo la carga de pago (pasaje y maletas) y distancia desde la que se llegaría. Este último punto muy importante para poder alcanzar centro Europa, sobre todo para el caso de distancias de despegues declaradas por ambas cabeceras.
Con el cambio de categoría a 3C y adecuación de la aproximación a tipo C, pueden operar compañías con aviones como el A320 y el Boeing737 con las actuales dimensiones en Melilla, pero penalizadas, por ello en necesario ampliar la pista en 270 m., hacia el sur y otros 350 m., útiles al norte. 
Con la llegada de más operadores y competencia en rutas y precios, se mejora la calidad al pasaje y se justifica aún más si cabe que se amplíe la pista.
A pesar del aumento de pasajeros y las reivindicaciones por la ampliación de la pista o adaptación de la misma a otros modelos de aeronaves con mayor capacidad, no se ha llevado a cabo por parte de Aena, imposibilitando la llegada de otras aerolíneas ni de nuevas rutas.
En el Plan Director del aeropuerto no se contempla ampliación de la pista porque sólo se analiza a la aeronave ATR 72 y los destinos Málaga y Madrid. A pesar de que el ATR necesite 1.853 metros de pista para operar a máxima carga y alcance.
Despegue:
La longitud de pista necesaria para despegar en condiciones de MTOW, así como su alcance si llevasen, en esas condiciones, su MPL. Esta longitud de pista se refleja en la Tabla:
| Aeronave | MTOW (kg) | MPL (kg) | TORL (m) | Alcance (NM) |
| -------- | --------- | -------- | -------- | ------------ |
| ATR-72   | 21.500    | 7.500    | 1.853    | 597          |

Con la pista actual (1.433 m para despegues por cabecera 15 y 1.371 m para despegues por cabecera 33) la aeronave ATR-72 opera con limitaciones en su carga de pago. No obstante, para los principales destinos operados desde el aeropuerto, Málaga (112 NM) y Madrid (314 NM), no existen limitaciones en cuanto al número de pasajeros transportados. 
Aterrizaje:
Se ha analizado la longitud de pista necesaria para aterrizar de la aeronave ATR-72 en condiciones de Peso Máximo en Aterrizaje (MLW), por ser la más restrictiva. Los resultados obtenidos se muestran en la Tabla:
| Aeronave | MLW    | Long pista seca (m) |
| -------- | ------ | ------------------- |
| ATR-72   | 21.350 | 1.124               |

Con la pista actual (1.198 m para aterrizajes por la cabecera 15 y 1.371 m para aterrizajes por la cabecera 33) y en condiciones de MLW, la aeronave analizada puede operar sin limitación de peso en aterrizaje.
En julio de 2023, el gobierno de Melilla impulsa una ampliación de la pista del aeropuerto.
En noviembre de 2024, tras las cancelaciones y desvíos a Málaga a causa de las nubes bajas, el Gobierno de Melilla presentó una proposición no de ley en el Congreso de los Diputados, cuyo principal objetivo es pedir al Gobierno de España la creación de una comisión técnica que estudie tanto la ampliación de la pista de aterrizaje como los elementos de ayudas a la navegación que sean viables para el aeropuerto melillense.
En abril de 2025, la Comisión Mixta sobre Insularidad del Congreso aprobó la creación de una comisión técnica para estudiar la ampliación de la pista del Aeropuerto de Melilla. La comisión evaluará la viabilidad técnica, económica y ambiental del proyecto, ante el aumento sostenido de pasajeros y las limitaciones operativas del actual aeródromo. La propuesta fue respaldada por PP, Vox y Coalición Canaria, mientras que el PSOE votó en contra y Sumar se abstuvo.

## Propuesta de nuevo aeropuerto
El partido local Coalición por Melilla ha propuesto la construcción de un nuevo aeropuerto internacional en terrenos ganados al mar, junto al puerto de Melilla. La propuesta implicaría un fuerte aumento de la capacidad aeroportuaria de la ciudad, que la convertiría de facto en hinterland aéreo de la región vecina marroquí. Igualmente, permitiría el aprovechamiento urbano de los actuales terrenos ocupados por el aeropuerto. En crítica a la idea, se ha argumentado que técnicamente sería muy complicada tanto la construcción como la gestión de este propuesto aeropuerto. La propuesta ha sido debatida en el Senado de España gracias al apoyo del partido valencianista Compromís y su senador Carles Mulet.

## Infraestructuras

### Terminal
La terminal cuenta con un total de 6 mostradores de facturación, 3 puertas de embarque y 2 cintas de recogida de equipajes. Además de una sala de control de seguridad y de pasaportes y un punto de información de turismo en la zona de llegadas, también dispone de una oficina de apoyo a pasajeros, usuarios y clientes, se encarga de tramitar las sugerencias de los pasajeros sobre los servicios e instalaciones del aeropuerto. Dispone también de hojas de reclamaciones de Aena Aeropuertos. 

### Servicios
Equipaje extraviado:
- Air Nostrum ☎ Teléfono: 901 111 342

Servicios para familias:
- Sala de lactancia

Fuerzas de seguridad:
- Cuerpo Nacional de Policía
- Guardia Civil

Información del aeropuerto:
- Consultas y sugerencias

Alquiler de coches:
- OK Rent a Car ☎ Teléfono: 902 360 636

Máquinas vending:
Tiendas y restaurantes:
- Cafetería del aeropuerto
- Modi's Coffee
- Tienda del aeropuerto

Servicio de asistencia Sin Barreras:
- Puntos de encuentro asociados al servicio de ayuda a personas con movilidad reducida o discapacidad.

Conexión Wifi del aeropuerto:
- La terminal del aeropuerto está dotada de una red de conexión WiFi gratuita (los primeros 15 minutos), existiendo una opción prémium de pago para extender ese tiempo a conveniencia del usuario.

### Instalaciones auxiliares
- Aparcamiento:
  - P1 - General: 311 plazas.

### Campo de aviación
- Torre de control[89]
- Pista 15/33: 1.433 m
- Plataforma: 6 puestos de estacionamiento.
- Plataforma Militar: 1 puesto de estacionamiento.
- Plataforma de Helicópteros: 1 puesto de estacionamiento
- Parque de bomberos
- Calles de Salida y Rodaje: dispone de dos calles de salida de pista, una a aproximadamente 60° que da acceso a la plataforma militar, y otra a 45° que comunica con la plataforma destinada al tráfico civil, situadas a 715 m y 590 m del umbral 33 respectivamente. No existe calle de rodadura paralela, por lo que las aeronaves acceden directamente desde la pista a los puestos de estacionamiento por las calles de salida citadas. De igual modo, el acceso a las cabeceras para el despegue se realiza por la propia pista de vuelo, aprovechando la plataforma de giro existente en las proximidades del umbral 33 para despegues por la RWY 33, y aprovechando la rodadura definida en un área pavimentada a continuación del extremo de pista más próximo al umbral 15 para despegues por la RWY 15.

| Capacidad del Espacio Aéreo y de las Infraestructuras Aeroportuarias | Capacidad del Espacio Aéreo y de las Infraestructuras Aeroportuarias |
| -------------------------------------------------------------------- | -------------------------------------------------------------------- |
| Espacio Aéreo                                                        |                                                                      |
| Espacio Aéreo                                                        | 39 ops/ h                                                            |
| SUBSISTEMA DE MOVIMIENTO DE AERONAVES                                |                                                                      |
| Campo de vuelos                                                      | 19 ops/ h                                                            |
| Plataforma Av. Comercial                                             | 9 ops/ h                                                             |
| Plataforma Av. General                                               | 3 puestos                                                            |
| Edificio Terminal de Pasajeros                                       |                                                                      |
| Vestíbulo de salidas (m²)                                            | 432                                                                  |
| Mostradores de facturación (ud)                                      | 6                                                                    |
| Controles de seguridad (ud)                                          | 2                                                                    |
| Zona de espera y embarque (m²)                                       | 190                                                                  |
| Controles de pasaportes salidas                                      | 1                                                                    |
| Puertas de embarque (ud)                                             | 3                                                                    |
| Hipódromos de recogida de equipajes (ud)                             | 2                                                                    |
| Zona de recogida de equipajes (m²)                                   | 317                                                                  |
| Vestíbulo de llegadas (m²)                                           | 276                                                                  |

### Obras
- En curso:
  - Ampliación sala de embarque 100 m²[90]
  - Remodelación integral de aseos y del edificio de bomberos[91]
  - Mejora de la eficiencia energética y el confort en la terminal[92]

- En estudio, aprobación o licitación:
  - Ampliación pista de aterrizaje[93]

## Códigos internacionales
- Código IATA: MLN
- Código OACI: GEML

## Premios
En 2014, la Delegación de Melilla del Comité Español de Personas con Discapacidad (CERMI) reconoció al Aeropuerto de Melilla con el PREMIO CERMI MELILLA 2014 por su servicio «Sin barreras» de atención a personas con movilidad reducida (PMR).
En 2018 y 2019, fue reconocido con el premio a la calidad del servicio Airport Service Quality, ASQ por el ACI al mejor aeropuerto europeo por la calidad de servicio prestado al viajero.

## Aerolíneas y destinos

### Estudio de nuevas rutas
En 2006, Air Nostrum inició la ruta de Barcelona alcanzando en 2007 el récord de 21.212 pasajeros con un vuelo diario.
En 2008, Air Nostrum además apostó por las rutas de Valencia, Sevilla y Mallorca con el Dash 8.
En 2013, Air Nostrum puso en marcha los vuelos a Gran Canaria, ruta nunca antes operada con el nuevo  ATR 72-600.
En 2018, Hélity inició operaciones con la ruta inaugural de Ceuta con un primer vuelo de un AgustaWestland AW139.
En 2024, Air Nostrum apostó por la ruta de Santiago de Compostela, ruta nunca antes operada con el ATR 72-600.
En 2025, Air Nostrum puso en marcha vuelos a Tenerife Norte y Asturias, rutas nunca antes operada con el ATR 72-600.
Actualmente, no hay en estudio la implantación de nuevas rutas.

### Novedades en Destinos, Operadores y Operaciones Especiales
| Ciudad                 | Modelo Avión | Operador    | Inicio / Fin                                | Observaciones       |
| Palma de Mallorca      | ATR 72-600   | Air Nostrum | 27-10-2024/29-03-2025                       | Miércoles y Sábados |
| Santiago de Compostela | ATR 72-600   | Air Nostrum | 12-04-2025/19-04-2025 26-07-2025/30-07-2025 | Sábados             |
| Gran Canaria           | ATR 72-600   | Air Nostrum | 27-10-2024/29-03-2025                       | Sábados             |
| Tenerife Norte         | ATR 72-600   | Air Nostrum | 18-07-2025/31-08-2025                       | Jueves              |
| Asturias               | ATR 72-600   | Air Nostrum | 05-08-2025/26-08-2025                       | Martes              |
| ---------------------- | ------------ | ----------- | ------------------------------------------- | ------------------- |

Última actualización: 24/04/2024

### Aerolíneas
Actualmente hay solo una aerolínea, Iberia Regional/Air Nostrum, que opera vuelos comerciales de pasajeros al aeropuerto de Melilla.

### Destinos
Leyenda: el punto rojo corresponde al aeropuerto de Melilla, los verdes a los destinos regulares y los azules a los destinos estacionales.
| Ciudades               | Nombre del aeropuerto                            | Aerolíneas                               | Aeronaves  | Frecuencias   |        |
| España                 | España                                           | España                                   | España     | España        | España |
| ---------------------- | ------------------------------------------------ | ---------------------------------------- | ---------- | ------------- | ------ |
| Almería                | Aeropuerto de Almería                            | Air Nostrum                              | ATR 72-600 | L M X J V S D |        |
| Asturias               | Aeropuerto de Asturias                           | Air Nostrum (Estacional: agosto)         | ATR 72-600 | LM X J V S D  |        |
| Barcelona              | Aeropuerto Josep Tarradellas Barcelona-El Prat   | Air Nostrum                              | ATR 72-600 | L M X J V S D |        |
| Granada                | Aeropuerto Federico García Lorca Granada-Jaén    | Air Nostrum                              | ATR 72-600 | L M X J V S D |        |
| Gran Canaria           | Aeropuerto de Gran Canaria                       | Air Nostrum                              | ATR 72-600 | L M X J V S D |        |
| Madrid                 | Aeropuerto Adolfo Suárez Madrid-Barajas          | Air Nostrum                              | ATR 72-600 | L M X J V S D |        |
| Málaga                 | Aeropuerto de Málaga-Costa del Sol               | Air Nostrum                              | ATR 72-600 | L M X J V S D |        |
| Palma de Mallorca      | Aeropuerto de Palma de Mallorca                  | Air Nostrum                              | ATR 72-600 | L MX J VSD    |        |
| Santiago de Compostela | Aeropuerto de Santiago-Rosalía de Castro         | Air Nostrum (Estacional: julio a agosto) | ATR 72-600 | L M X J V S D |        |
| Sevilla                | Aeropuerto de Sevilla                            | Air Nostrum                              | ATR 72-600 | LMXJ V S D    |        |
| Tenerife               | Aeropuerto de Tenerife Norte-Ciudad de La Laguna | Air Nostrum (Estacional: julio a agosto) | ATR 72-600 | L M X J V S D |        |

Cabe destacar, que a pesar de situarse muy próximo a la frontera de otro país, nunca se han realizado vuelos civiles, comerciales o militares desde Melilla a Marruecos o viceversa. También se puede señalar que nunca han operado líneas extranjeras en el aeropuerto.

### Vuelos por mes
| Aerolínea   | Destino                | E | F | M | A | M | J | J | A | S | O | N | D |
| ----------- | ---------------------- | - | - | - | - | - | - | - | - | - | - | - | - |
| Air Nostrum | Almería                | X | X | X | X | X | X | X | X | X | X | X | X |
| Air Nostrum | Asturias               |   |   |   |   |   |   |   | X |   |   |   |   |
| Air Nostrum | Barcelona              | X | X | X | X | X | X | X | X | X | X | X | X |
| Air Nostrum | Granada                | X | X | X | X | X | X | X | X | X | X | X | X |
| Air Nostrum | Gran Canaria           |   |   |   |   |   |   | X | X | X |   |   |   |
| Air Nostrum | Madrid                 | X | X | X | X | X | X | X | X | X | X | X | X |
| Air Nostrum | Málaga                 | X | X | X | X | X | X | X | X | X | X | X | X |
| Air Nostrum | Palma de Mallorca      |   |   |   |   |   |   | X | X | X |   |   |   |
| Air Nostrum | Santiago de Compostela |   |   |   | X |   |   | X | X | X |   |   |   |
| Air Nostrum | Sevilla                | X | X | X | X | X | X | X | X | X | X | X | X |
| Air Nostrum | Tenerife Norte         |   |   |   |   |   |   | X | X |   |   |   |   |

### Aerolíneas y destinos históricos
A lo largo de su historia, las siguientes aerolíneas también han operado vuelos comerciales al aeropuerto desde distintos puntos de España:

### Bases operativas de aerolíneas
El aeropuerto de Melilla contaba con 2 bases de operaciones permanentes en sus instalaciones por parte de dos aerolíneas:
- PauknAir:
  - Base inaugurada el 27 de marzo de 1995 y que contaba con 2 BAe 146 basados en el aeropuerto con los que la aerolínea operaba rutas de carácter estatal.
- Melilla Airlines:
  - Base inaugurada el 25 de junio de 2013 y que contaba con 1 ATR 42-300 basado en el aeropuerto con los que la compañía aérea ofrecía la ruta de Málaga.

Actualmente, el Gobierno de Melilla ha solicitado una base permanente de Air Nostrum en Melilla con aviones y tripulación de reserva.

## Aeropuerto alternativo
El Aeropuerto de Málaga-Costa del Sol recibe los desvíos cuando es imposible aterrizar en Melilla.
La causa principal de los desvíos es la aproximación VOR que sólo permite a las aeronaves bajar a una altitud mínima de 1.150 pies (380 m.) y si no se tiene contacto visual con el terreno o el mar, se ha de frustrar la maniobra y desviar el vuelo al aeropuerto alternativo. La nubosidad típica propia del viento del Este (de levante), hace que en la mayoría de los casos el techo de nubes, es decir, la base o parte más baja de éstas, se sitúen a una altitud de unos 800 o 900 pies (entre 260-300 metros), esto significa que está casi cubierto a 900 pies.
Este problema se podría solucionar publicando una nueva aproximación sobre el mar basada en GPS, que se está extendiendo bastante en el resto del mundo como son las RNAV y confeccionarla de tal manera que su altitud mínima estuviera a unos 600-700 pies y su punto de frustrada estuviera más cerca de Melilla. Con esto se conseguiría reducir las cifras de cancelaciones y desvíos de vuelos en un gran número de casos.

## Uso militar
El Aeropuerto de Melilla es utilizado frecuentemente por la Fuerza Aérea Española como aeropuerto de salida y de llegada de militares destinados a las misiones que lleva a cabo el Ejército Español en el extranjero.

## Navegación
El Aeropuerto de Melilla dispone para realizar sus funciones de los siguientes espacios aéreos y dependencias: Corredor de Melilla. Las operaciones entre el Aeropuerto de Melilla y la Península se realizan a lo largo del Corredor de Melilla. El AIP ENR 2.1 clasifica este Corredor como espacio aéreo no controlado (Clase G), especificando que los vuelos a FL60 o inferior estarán bajo la jurisdicción de Sevilla ACC, y los vuelos a FL70 o superior estarán bajo la jurisdicción de Casablanca ACC. 
Estas son las siguientes distancias declaradas para la pista de 1.433 m por sus cabeceras 15 y 33:
| Designación | TORA (m) | ASDA (m) | TODA (m) | LDA (m) |
| ----------- | -------- | -------- | -------- | ------- |
| 15          | 1.433    | 1.433    | 1.433    | 1.198   |
| 33          | 1.371    | 1.371    | 1.371    | 1.371   |

TORA= Recorrido de despegue disponible 
ASDA= Distancia de aceleración parada disponible 
TODA= Distancia de despegue disponible 
LDA = Distancia de aterrizaje disponible    
Según el estudio PICAP, Estudio de Capacidad de Pista del Aeropuerto de Melilla, el RMP (Rendimiento Máximo de Pista) para ambas configuraciones de estudio (pista única 15 y pista única 33), es de 23 ops/h. Tomando como capacidad calculada del campo de vuelos el 85% del RMP, se obtiene una capacidad de 19 operaciones/hora.  
El aeropuerto cambia a categoría 3C el 23 de febrero de 2023 tras el anuncio de Aena que permite la operativa de aviones a reacción como el CRJ-200, Embraer 170, Embraer 195-E2, Bae 146, Airbus A220, Airbus A318, Airbus A319, Airbus A320, Airbus A320neo y Boeing 737, todas ellas penalizadas en carga de pago (pasaje y maletas) y distancia desde la que se llegaría. Es necesario ampliar la pista en 270 m., hacia el sur y otros 350 m., útiles al norte para que estos aviones a reacción puedan operar sin penalización.
La situación geopolítica de la ciudad obliga a que la aproximación de las aeronaves se tenga que hacer ‘de forma curva’, para no invadir el espacio aéreo marroquí y de ahí la dificultad para instalar el sistema ILS (Sistema de aterrizaje Instrumental) de guiado en línea recta que funciona en la mayoría de aeropuertos del mundo. Las actuales radioayudas (VOR/DME y NDB) están en suelo melillense, pero no impiden que la ciudad se quede incomunicada los días de nubes bajas a 700/800 pies. Con un Sistema de Aproximación Localizador offset o RNAV (satélite) se permitiría la operativa del aeropuerto con meteorología adversa.
El aeropuerto ofrece las siguientes ayudas a la navegación: VOR – DME – NDB

### Radioayudas de navegación aérea
| Instalación (VAR) | ID  | FREQ        | HR                    | Observaciones                                         |
| ----------------- | --- | ----------- | --------------------- | ----------------------------------------------------- |
| DVOR              | MEL | 114.250 MHz | H24                   | No utilizable entre 184°-224°                         |
| DME               | MEL | CH 89 Y     | H24                   |                                                       |
| NDB               | MIA | 292.000 kHz | H24                   | COV 25 NM: BTN 322º/043º a/at 2500ft AMSL             |
| DME               | MLL | CH 121X     | H24                   | COV hasta/to 50 NM: BTN 360°/043º CW a/at 2500ft AMSL |
| RADIOGONIOMETRO   |     | 119.525 MHz | ATSCASA C-212 Aviocar |                                                       |

En 2019, Aena publicó una nueva aproximación basada en el VOR, la radioayuda que instalaron en el aeropuerto tras el triste accidente de Pauknair, 21 años después. Esta nueva aproximación de nuevo sólo está hecha para aviones con velocidad de aproximación inferior a 120kt (nudos) categoría "A" y "B", al igual que la antigua aproximación NDB que sólo es para ambas categorías sin incluir el tipo "C" que es donde se encuentran la mayoría de aviones reactores de 100-180 plazas, cuya velocidad de aproximación es de entre 121 -140kt (nudos). La mayoría de las aproximaciones de este nuevo tipo, VOR, dejan normalmente a unos mínimos de entre 500 y 800 pies y ésta en concreto nos dejará a 1.150 pies cuando la mayor nubosidad se concentra en los 800 pies de base en los días de temporal y mal tiempo. 
Las luces de PAPI están disponibles para aterrizajes por la cabecera 33
La senda de descenso actual de 4,25°.

## Estadísticas
En el año 1997 se batió un récord total de 351.569 pasajeros, en 2019 se alcanzó la cifra de 434.660 y en 2022, 447.450 pasajeros. El actual récord es de 2024 con 507.957 viajeros (101,6% de la capacidad anual de 500.000 del aeropuerto).
Ver fuente y consulta Wikidata.
|  |

|  |

|  |

### Total anual de pasajeros • Periodo 2000-2024
Número de pasajeros, operaciones y carga desde el año 2000:
| Año          | Pasajeros | Dif. Año Anterior | Operaciones | Dif. Año Anterior | Mercancía (t) | Dif. Año Anterior |
| ------------ | --------- | ----------------- | ----------- | ----------------- | ------------- | ----------------- |
| 1997         | 351.569   | Sin cambios       | Sin cambios | Sin cambios       | Sin cambios   | Sin cambios       |
| 2000         | 263.751   | Sin cambios       | 8.916       | Sin cambios       | 650           | Sin cambios       |
| 2001         | 229.806   | 12,9 %            | 8.707       | 2,3 %             | 587           | 9,7 %             |
| 2002         | 211.966   | 7,8 %             | 8.013       | 8,0 %             | 546           | 7,0 %             |
| 2003         | 223.437   | 5,4 %             | 9.017       | 12,5 %            | 479           | 12,3 %            |
| 2004         | 245.102   | 9.7 %             | 9.098       | 0,9%              | 387           | 19,2 %            |
| 2005         | 271.589   | 10,8 %            | 9.296       | 2,2 %             | 323           | 16,6 %            |
| 2006         | 313.543   | 15,4 %            | 10.696      | 15,1 %            | 431           | 33,5 %            |
| 2007         | 339.244   | 8,2 %             | 11.146      | 4,2 %             | 434           | 0,6 %             |
| 2008         | 314.643   | 7,3 %             | 10.959      | 10,7 %            | 386           | 11,0 %            |
| 2009         | 293.695   | 6,7 %             | 9.245       | 15,6 %            | 350           | 9,2 %             |
| 2010         | 292.608   | 0,4 %             | 8.935       | 3,4 %             | 340           | 2,8 %             |
| 2011         | 286.701   | 2,0 %             | 9.119       | 2,1 %             | 265           | 22,0 %            |
| 2012         | 315.850   | 10,2 %            | 9.922       | 8,8 %             | 235           | 11,3 %            |
| 2013         | 289.551   | 8,3 %             | 7.893       | 20,4 %            | 164           | 30,2 %            |
| 2014         | 319.529   | 10,4 %            | 8.873       | 12,4 %            | 136           | 17,0 %            |
| 2015         | 317.806   | 0,5 %             | 8.409       | 5,2 %             | 136           | 0,2 %             |
| 2016         | 330.116   | 3,9 %             | 8.535       | 1,5 %             | 141           | 3,8 %             |
| 2017         | 324.366   | 1,7 %             | 7.956       | 6,8 %             | 134           | 4,5 %             |
| 2018         | 348.121   | 7,3 %             | 8.085       | 1,6 %             | 127           | 5,3 %             |
| 2019         | 434.660   | 24,9 %            | 9.768       | 20,8 %            | 134           | 5,3 %             |
| 2020         | 195.636   | 55,0 %            | 5.158       | 47,2 %            | 32            | 76,1 %            |
| 2021         | 332.446   | 69,9 %            | 7.828       | 51,8 %            | 9             | 69,1 %            |
| 2022         | 447.450   | 34,6 %            | 9.772       | 24,8 %            | 22            | 122,7 %           |
| 2023         | 501.069   | 12,0%             | 10.755      | 10,1%             | 25            | 11,6%             |
| 2024         | 507.957   | 1,4%              | 10.977      | 2,1%              | 31.934        | 29,4%             |
| 2025         | 251.742   | 3,6%              | 5.474       | 3,4%              | 13.858        | 25,7%             |
| Fuente: AENA |           |                   |             |                   |               |                   |

### Datos mensuales de 2025
| Mes          | Pasajeros | Dif. s/2024 | # Oper. | Dif. s/2024 | Carga (Kg.) | Dif. s/2024 |
| ------------ | --------- | ----------- | ------- | ----------- | ----------- | ----------- |
| Enero        | 38.783    | 4,4%        | 868     | 4,3%        | 3.919       | 79,6%       |
| Febrero      | 38.061    | 5,8%        | 844     | 5,0%        | 2.068       | 8,1%        |
| Marzo        | 39.608    | 0,8%        | 926     | 10,4%       | 2.207       | 7,6%        |
| Abril        | 43.028    | 3,1%        | 905     | 1,5%        | 1.670       | 36,8%       |
| Mayo         | 45.549    | 4,8%        | 999     | 4,5%        | 1.727       | 65,8%       |
| Junio        | 46.713    | 2,7%        | 932     | 1,1%        | 2.267       | 49,4%       |
| Julio        |           |             |         |             |             |             |
| Agosto       |           |             |         |             |             |             |
| Septiembre   |           |             |         |             |             |             |
| Octubre      |           |             |         |             |             |             |
| Noviembre    |           |             |         |             |             |             |
| Diciembre    |           |             |         |             |             |             |
| Totales      | 251.742   | 3,6%        | 5.474   | 3,4%        | 13.858      | 25,7%       |
| Fuente: AENA |           |             |         |             |             |             |

### Datos mensuales de 2024
| Mes          | Pasajeros | Dif. s/2023 | Dif. s/2019 | # Oper. | Dif. s/2023 | Dif. s/2019 | Carga (Kg.) | Dif. s/2023 | Dif. s/2019 |
| ------------ | --------- | ----------- | ----------- | ------- | ----------- | ----------- | ----------- | ----------- | ----------- |
| Enero        | 37.145    | 2,3%        | 34,9%       | 839     | 2,3%        | 27,0%       | 2.182       | 17,4%       | 82,7%       |
| Febrero      | 35.962    | 2,4%        | 32,5%       | 804     | 3,3%        | 36,7%       | 2.251       | 8,6%        | 79,8%       |
| Marzo        | 39.277    | 4,4%        | 28,6%       | 839     | 0,1%        | 27,5%       | 2.052       | 15,5%       | 79,6%       |
| Abril        | 41.728    | 3,0%        | 14,6%       | 919     | 5,6%        | 15,2%       | 2.641       | 78,9%       | 74,9%       |
| Mayo         | 43.450    | 3,4%        | 19,9%       | 956     | 1,6%        | 1,2%        | 5.057       | 103,3%      | 57,4%       |
| Junio        | 45.483    | 4,9%        | 14,0%       | 942     | 1,3%        | 1,2%        | 4.477       | 90,7%       | 55,7%       |
| Julio        | 47.475    | 1,9%        | 9,5%        | 979     | 0,2%        | 5,9%        | 3.046       | 10,7%       | 82,0%       |
| Agosto       | 48.275    | 3,8%        | 6,2%        | 995     | 9,5%        | 9,5%        | 1.753       | 14,7%       | 78,4%       |
| Septiembre   | 43.295    | 1,2%        | 10,0%       | 978     | 5,5%        | 7,8%        | 1.966       | 6,4%        | 77,5%       |
| Octubre      | 42.635    | 0,2%        | 10,8%       | 968     | 3,8%        | 9,3%        | 2.936       | 39,7%       | 76,8%       |
| Noviembre    | 37.724    | 0,7%        | 10,1%       | 861     | 0,9%        | 21,6%       | 1.900       | 8,6%        | 83,2%       |
| Diciembre    | 45.511    | 2,5%        | 26,5%       | 904     | 4,3%        | 21,2%       | 1.673       | 1,4%        | 84,1%       |
| Totales      | 507.957   | 1,4%        | 16,9%       | 10.977  | 2,1%        | 19,4%       | 31.934      | 29,4%       | 76,3%       |
| Fuente: AENA |           |             |             |         |             |             |             |             |             |

### Pasajeros por ruta • Nacional Año 2025
| Posición     | Ciudad                 | Aeropuerto                          | Pasajeros 2025 | Dif. 2025/2024 | Pasajeros 2024 | Dif. 2024/2023 | Pasajeros 2023 | Máximo anual   |
| ------------ | ---------------------- | ----------------------------------- | -------------- | -------------- | -------------- | -------------- | -------------- | -------------- |
| 1            | Málaga                 | Málaga-Costa del Sol                | 118.091        | 5%             | 232.876        | 5%             | 229.271        | 256.562 (2019) |
| 2            | Madrid                 | Adolfo Suárez Madrid-Barajas        | 65.341         | 5%             | 133.000        | 5%             | 134.580        | 134.580 (2023) |
| 3            | Granada                | Federico García Lorca Granada-Jaén  | 25.600         | 5%             | 51.740         | 10,7%          | 49.400         | 51.740 (2024)  |
| 4            | Almería                | Almería                             | 23.660         | 5%             | 47.762         | 15,4%          | 49.160         | 49.160 (2023)  |
| 5            | Sevilla                | Sevilla-San Pablo                   | 10.027         | 5%             | 20.450         | 3,5%           | 20.900         | 20.900 (2023)  |
| 6            | Barcelona              | Josep Tarradellas Barcelona-El Prat | 5.200          | 5%             | 10.000         | 14,1%          | 10.340         | 21.212 (2007)  |
| 7            | Palma de Mallorca      | Palma de Mallorca-Son San Joan      | 2.724          | 5%             | 5.119          | 3,5%           | 2.553          | 5.119 (2024)   |
| 8            | Gran Canaria           | Gran Canaria                        | 1.720          | 5%             | 2.965          | 1,5%           | 2.330          | 3.361 (2021)   |
| 9            | Santiago de Compostela | Santiago-Rosalía de Castro          | 0              |                | 586            | Sin cambios    | Sin cambios    | 586 (2024)     |
| 10           | Tenerife               | Tenerife Norte-Ciudad de La Laguna  | 0              |                | Sin cambios    | Sin cambios    | Sin cambios    | Sin cambios    |
| 11           | Asturias               | Asturias                            | 0              |                | Sin cambios    | Sin cambios    | Sin cambios    | Sin cambios    |
| Fuente: AENA |                        |                                     |                |                |                |                |                |                |

### Evolución del tráfico de pasajeros por destinos
| Ciudad                 | 2004    | 2005    | 2006    | 2007    | 2008    | 2009    | 2010    | 2011    | 2012    | 2013    | 2014    | 2015    | 2016    | 2017    | 2018    | 2019    | 2020    | 2021    | 2022    | 2023    | 2024    | 2025    |
| ---------------------- | ------- | ------- | ------- | ------- | ------- | ------- | ------- | ------- | ------- | ------- | ------- | ------- | ------- | ------- | ------- | ------- | ------- | ------- | ------- | ------- | ------- | ------- |
| Almería                | 23.061  | 23.050  | 25.175  | 24.381  | 20.545  | 22.110  | 19.880  | 16.069  | 15.640  | 15.255  | 13.581  | 13.428  | 13.211  | 341     | 38      | 16.023  | 14.813  | 26.047  | 39.189  | 49.160  | 47.762  | 23.660  |
| Asturias               | 0       | 0       | 0       | 0       | 0       | 0       | 0       | 0       | 0       | 0       | 0       | 0       | 0       | 0       | 0       | 0       | 0       | 0       | 0       | 0       | 0       | 0       |
| Badajoz                | 0       | 0       | 0       | 0       | 0       | 0       | 0       | 0       | 0       | 0       | 181     | 0       | 0       | 0       | 0       | 0       | 0       | 0       | 0       | 0       | 0       | 0       |
| Barcelona              | 1.890   | 869     | 2.300   | 21.212  | 15.963  | 1.266   | 554     | 3.080   | 13.933  | 3.426   | 2.265   | 1.580   | 1.275   | 676     | 808     | 5.160   | 1.697   | 1.396   | 7.176   | 10.340  | 10.000  | 5.200   |
| Ceuta                  | 0       | 0       | 0       | 0       | 24      | 0       | 0       | 0       | 0       | 0       | 0       | 0       | 0       | 58      | 176     | 1.967   | 0       | 0       | 0       | 0       | 0       | 0       |
| Fuerteventura          | 981     | 0       | 312     | 782     | 826     | 119     | 0       | 0       | 0       | 0       | 0       | 0       | 0       | 0       | 0       | 0       | 0       | 0       | 0       | 0       | 0       | 0       |
| Granada                | 19.764  | 20.081  | 22.365  | 25.004  | 21.154  | 17.530  | 18.301  | 16.441  | 13.930  | 13.362  | 12.583  | 12.967  | 13.096  | 377     | 86      | 18.614  | 15.673  | 26.475  | 40.932  | 49.400  | 51.740  | 25.600  |
| Gran Canaria           | 574     | 608     | 1.215   | 1.615   | 850     | 138     | 0       | 0       | 0       | 976     | 1.399   | 1.388   | 1.225   | 1.221   | 1.551   | 1.302   | 1.146   | 3.361   | 2.328   | 2.330   | 2.965   | 1.720   |
| Jerez de la Frontera   | 0       | 0       | 0       | 0       | 0       | 90      | 0       | 0       | 1.088   | 1.878   | 2.561   | 590     | 0       | 58      | 61      | 0       | 0       | 0       | 0       | 0       | 0       | 0       |
| Lanzarote              | 348     | 231     | 0       | 549     | 258     | 176     | 0       | 0       | 0       | 0       | 0       | 0       | 0       | 0       | 0       | 0       | 0       | 0       | 0       | 0       | 0       | 0       |
| Madrid                 | 48.788  | 55.905  | 72.678  | 75.042  | 76.222  | 81.701  | 80.845  | 81.661  | 89.407  | 80.122  | 90.713  | 91.130  | 90.399  | 93.924  | 103.836 | 118.614 | 33.699  | 68.189  | 117.635 | 134.580 | 133.000 | 65.341  |
| Málaga                 | 148.297 | 166.688 | 186.278 | 187.184 | 157.209 | 161.615 | 166.061 | 161.621 | 175.333 | 169.138 | 185.429 | 190.227 | 204.750 | 222.563 | 238.232 | 256.562 | 117.463 | 190.203 | 218.376 | 229.271 | 232.876 | 118.091 |
| Palma de Mallorca      | 0       | 0       | 20      | 582     | 4.206   | 2.383   | 754     | 410     | 1.152   | 909     | 1.148   | 975     | 1.453   | 1.186   | 1.318   | 2.070   | 1.428   | 1.335   | 1.514   | 2.553   | 5.119   | 2.724   |
| Santiago de Compostela | 0       | 0       | 0       | 0       | 0       | 0       | 0       | 0       | 0       | 0       | 0       | 0       | 0       | 0       | 0       | 0       | 0       | 0       | 0       | 0       | 586     | 0       |
| Sevilla                | 2.823   | 2.789   | 2.432   | 1.571   | 13.396  | 2.474   | 2.493   | 3.912   | 3.034   | 3.826   | 6.741   | 4.298   | 4.297   | 3.770   | 3.274   | 11.230  | 9.479   | 15.246  | 20.191  | 20.900  | 20.450  | 10.027  |
| Tenerife Norte         | 40      | 46      | 0       | 0       | 0       | 0       | 0       | 0       | 0       | 0       | 0       | 0       | 0       | 0       | 110     | 484     | 177     | 0       | 0       | 0       | 0       | 0       |
| Tenerife Sur           | 0       | 0       | 0       | 0       | 0       | 0       | 0       | 0       | 0       | 0       | 0       | 0       | 0       | 0       | 58      | 832     | 0       | 0       | 0       | 0       | 0       | 0       |
| Valencia               | 65      | 66      | 54      | 103     | 3.209   | 3.740   | 3.442   | 3.355   | 1.752   | 264     | 523     | 103     | 138     | 43      | 170     | 129     | 0       | 0       | 23      | 0       | 0       | 0       |
| Zaragoza               | 148     | 0       | 0       | 0       | 0       | 0       | 0       | 0       | 0       | 27      | 1.275   | 661     | 0       | 0       | 0       | 0       | 0       | 0       | 0       | 0       | 0       | 0       |
| Fuente: AENA           |         |         |         |         |         |         |         |         |         |         |         |         |         |         |         |         |         |         |         |         |         |         |

### Pasajeros por ruta • Internacional Año 2022
| Posición     | Ciudad      | Aeropuerto                     | Pasajeros 2022 | Dif. 2022/2021 | Dif. 2022/2019 |
| ------------ | ----------- | ------------------------------ | -------------- | -------------- | -------------- |
| 1            | Burdeos     | Burdeos-Mérignac               | 11             | Sin cambios    | Sin cambios    |
| 2            | Nador       | Nador-El Aroui                 | 5              | Sin cambios    | Sin cambios    |
| 3            | Bruselas    | Bruselas-National              | 4              | Sin cambios    | Sin cambios    |
| 4            | Ámsterdam   | Ámsterdam-Schiphol             | 4              | Sin cambios    | Sin cambios    |
| 5            | Casablanca  | Casablanca-Mohammed V          | 4              | Sin cambios    | Sin cambios    |
| 6            | Estrasburgo | Estrasburgo-Entzheim           | 4              | Sin cambios    | Sin cambios    |
| 7            | Cascais     | Aeródromo Municipal de Cascais | 3              | Sin cambios    | Sin cambios    |
| 8            | Fráncfort   | Fráncfort-Hahn                 | 3              | Sin cambios    | Sin cambios    |
| 9            | Génova      | Génova-Cristoforo Colombo      | 2              | Sin cambios    | Sin cambios    |
| Fuente: AENA |             |                                |                |                |                |

### Pasajeros totales por aerolínea • Año 2022
| Posición     | Aerolínea   | Pasajeros 2022 | Cuota mercado 2022 | Dif. Pax 2022-2021 | Dif. Pax 2022-2019 |
| ------------ | ----------- | -------------- | ------------------ | ------------------ | ------------------ |
| 1            | Air Nostrum | 441.589        | 98,7%              | 41,8%              | 10,6%              |
| 2            | Air Europa  | 1.111          | 0,2%               | 93,4%              | 99,0%              |
| Fuente: AENA |             |                |                    |                    |                    |

## Accesos y transporte público

### Coche
El acceso por carretera se realiza desde la  ML-204 , desde el centro de la ciudad, que además conecta con la carretera de circunvalación  ML-300 . 

### Taxi
Existe una parada de taxis cerca del hall de llegadas. Los taxis sólo trasladan 4 personas por coche. La tarifa varía según el recorrido y el horario del viaje, estos son algunos ejemplos:
Al Parador Nacional, 7 €
Al centro de la ciudad, 6,5 €
A las playas, 6 €
Sábados y domingos 1 € adicional por trayecto.

### Melilla VTC
El aeropuerto de Melilla también dispone de servicio de VTC que opera en la ciudad.

### Autobús
No existe líneas de autobús al aeropuerto .

### Carril Bici
No existe carril bici al aeropuerto o dentro de él o aparcamiento para bicicletas.

### A Pie
La zona cuenta con aceras de salida del aeropuerto y en la carretera cercana.

## Accidentes e incidentes aéreos
- En 1944, un avión Ju-52 de Iberia L.A.E. realiza un aterrizaje de emergencia en una llanura del Cabo de Tres Forcas. Afortunadamente, no hubo que lamentar desgracias personales. Como curiosidad, el fuselaje de dicho avión, fue utilizado como trono para la Virgen de la Esperanza (Málaga).[113]

- El 6 de marzo de 1980, un De Havilland Canada Dash 7 de Spantax sufre un accidente cuando intenta tomar tierra en el aeropuerto. Un fallo hidráulico en el tren derecho de aterrizaje motivó que el avión se arrastrara una decena de metros sobre la pista, actuando de freno el fuerte viento reinante. Los 27 pasajeros y tres tripulantes que iban a bordo resultaron ilesos.[114]

- El 20 de noviembre de 1984, una avioneta de la Escuela Nacional de Aeronáutica de Salamanca tiene que realizar un amerizaje de emergencia en la mar de Alborán, tras despegar de Melilla. Afortunadamente, no hubo que lamentar desgracias personales.

- El 25 de septiembre de 1998, el vuelo 4101 de PauknAir, se estrella contra una montaña en el cabo Tres Forcas cuando intentaba aterrizar en el aeropuerto. Fallecen 38 personas a cuyo funeral asistieron Doña Elena de Borbón y Don Jaime de Marichalar, además de todas las instituciones sociales y políticas de la ciudad.[115]

- El 29 de agosto de 2001, el Vuelo 8261 de Binter Mediterráneo despega a primera hora de la mañana de Melilla con destino Málaga, donde, cerca del aeropuerto, se desploma en una carretera cercana del mismo. Fallecen 3 pasajeros (dos españoles y uno francés) y el piloto.[116]

- El 17 de enero de 2003, un Fokker 50 de Air Nostrum se sale de pista cuando realizaba el aterrizaje. Afortunadamente, no hay que lamentar desgracias personales.[117]

- El 28 de diciembre de 2010 un avión de pasajeros de Iberia que realizaba la ruta Almería-Melilla sufrió en la ruta de ascenso un fallo en el motor que le provocaron varios petardazos y una llamarada. El avión regresó al Aeropuerto de Almería sin lamentar desgracias personales, y el hecho fue investigado por Air Nostrum y determinó que fue un fallo técnico.[118]
- El 19 de julio de 2023 un ATR 72-600 de Air Nostrum que realizaba la ruta Málaga-Melilla declaró emergencia por fallo eléctrico. A los pocos minutos advirtió a la torre de control de Málaga que necesitaba regresar cuanto antes. El aterrizaje se llevó a cabo sin incidencias y con la pista libre.[119]

## Controversia
Existen diferentes desavenencias sobre el nombre del aeropuerto. Desde el Ministerio de Transportes se había aceptado la propuesta de poner al aeropuerto de Melilla el nombre de Virgilio Leret, quien inventó el motor a reacción que patentó en 1935.
El Gobierno local es partidario de poner a calles e infraestructuras nombres de melillenses como es el caso de Antonio Molina, guardia civil asesinado por la banda terrorista de ETA en 2002. Además, afirma que Virgilio Leret, el ingeniero militar republicano que fue fusilado en la Guerra Civil, no es la persona adecuada para llevar el nombre del aeropuerto. Afirma que no tiene nada que ver con la ciudad y que solo se encontraba en Melilla cuando fue asesinado.